# Monte Rosa
Il Monte Rosa (o Massiccio del Monte Rosa, Monte Rosa o Monte-Rosa-Massiv in tedesco; Mont Rose o Massif du mont Rose in francese; De Gletscher, a Gressoney-Saint-Jean e La-Trinité, o Der Gourner ad Alagna Valsesia, in lingua walser) è il massiccio montuoso più esteso delle Alpi, il secondo per altezza dopo il Monte Bianco, il monte più alto della Svizzera, del Piemonte e il secondo più alto d'Italia, nonché quello con l'altitudine media più elevata (vi appartengono 9 delle prime 20 cime più alte della catena alpina), posto nel settore delle Alpi Nord-occidentali (sezione Alpi Pennine) lungo il confine spartiacque tra Italia (al confine tra Valle d'Aosta e Piemonte) e Svizzera, (a est del Cervino e a sud-est del Massiccio del Mischabel), dando il nome al supergruppo delle Alpi del Monte Rosa, composto da diversi e importanti gruppi e sottogruppi.

## Toponimo

L'imponente parete valsesiana del Monte Rosa con la Punta Parrot (4.436 m) a sinistra e la Punta Gnifetti (4.559 m) a destra.

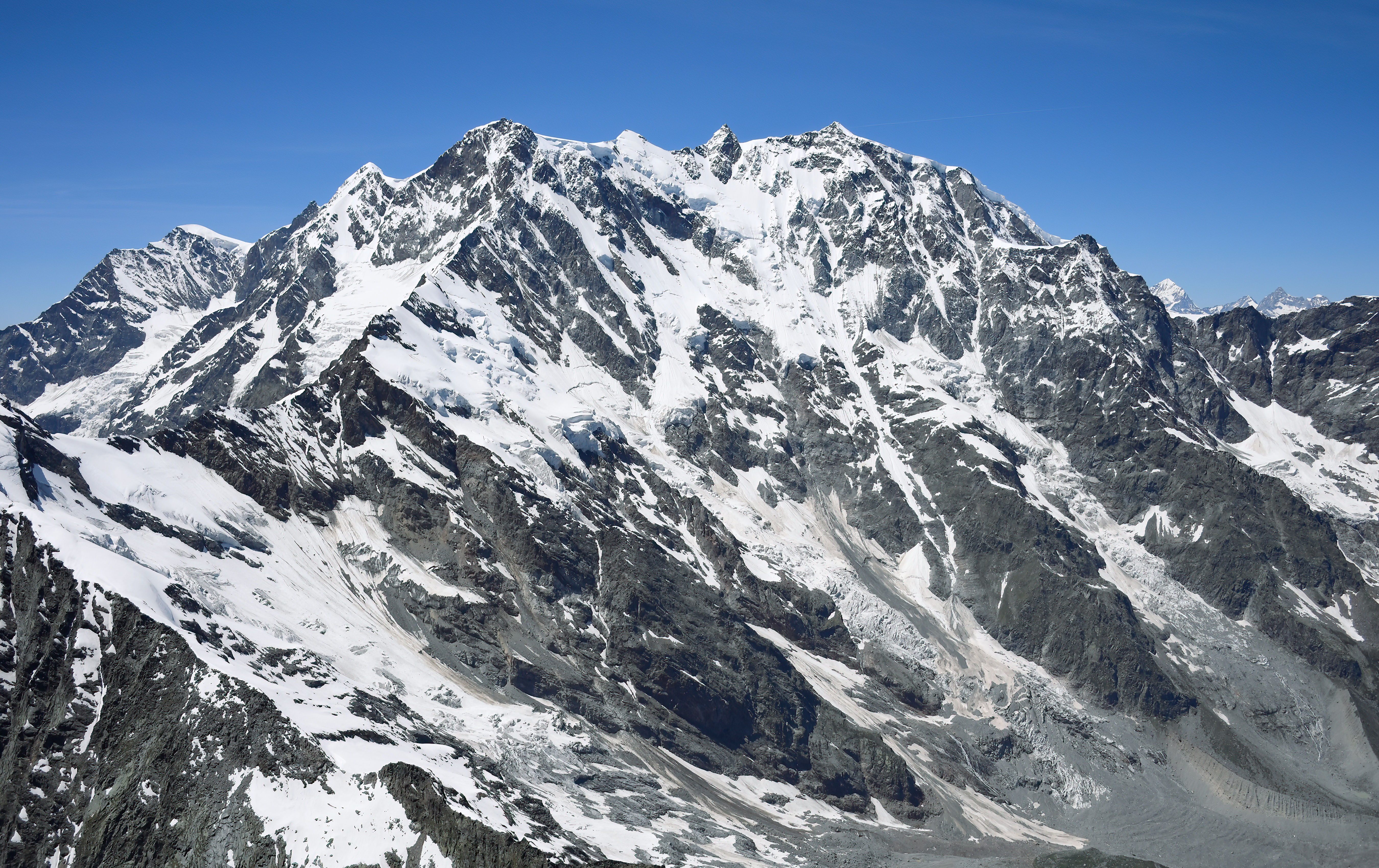
Parete est del Monte Rosa con la Punta Dufour (4.634 m), la Punta Nordend (4.609 m), la Punta Zumstein (4.563 m), la Punta Gnifetti (4.559 m) e la Ludwigshöhe (4.323 m).

Il toponimo italiano Monte Rosa e quello francese Mont Rose non derivano dalle tinte rosa che colorano il massiccio all'alba e al tramonto (come accade anche per le Dolomiti per l'enrosadira), come si potrebbe pensare, ma piuttosto dal latino rosia, attraverso il termine del dialetto valdostano rouése o rouja, che significa "ghiacciaio". Anche nei dialetti di origini tedesche, come il Wallisertitsch, lo Schwyzerdütsch e il Greschòneytitsch, il toponimo Gletscher indica alla stessa maniera un ghiacciaio. In tedesco, è conosciuto anche come Gornerhorn.
Anticamente era noto anche come Mons Silvius, in latino, Mon Boso o Monboso (in un libro di Leonardo da Vinci), Monte Bosa (in una mappa del 1740), Monte Boso (come testimonia l'umanista Flavio Biondo da Forlì) o Monte Biosa. La punta più alta era conosciuta come Höchste Spitze (parola tedesca che significa Punta più alta). Il 28 gennaio 1863 il Consiglio Federale Svizzero impone ai cittadini della confederazione la denominazione di Punta Dufour. In Italia la vetta più alta rimane come tradizione venerata come Cima Rosa.

## Descrizione

La Punta Giordani m 4.046 con il ghiacciaio delle Piode, parete valsesiana del Monte Rosa

Posto nelle Alpi Pennine all'interno delle Alpi del Monte Rosa ed esteso su territorio italiano (nei comuni di Alagna Valsesia, Ayas, Gressoney-La-Trinité, Gressoney-Saint-Jean, Macugnaga e Valtournenche lungo i confini tra Valle d'Aosta e Piemonte) e svizzero (nei comuni di Saas-Almagell e Zermatt) a est del Monte Cervino, è particolarmente famoso per la sua parete est, ovvero il versante italiano di Macugnaga, la parete a più alta prominenza delle Alpi e l'unica di dimensioni himalayane, mentre altro versante particolarmente imponente è la cosiddetta parete valsesiana del Monte Rosa, che affaccia su Alagna Valsesia, mentre il versante nord svizzero è sede di agevoli ghiacciai (Gornergletscher).
La cima più alta del gruppo, cioè il Monte Rosa vero e proprio, con i suoi 4.634 metri, visibile tra tutti i paesi circondanti soltanto dall'abitato di Macugnaga, in Italia, è intitolata dal 1863 dal governo svizzero Punta Dufour, in omaggio al generale svizzero e locale cartografo Guillaume-Henri Dufour (1787 - 1875). Sulla Punta Gnifetti è ubicato invece il rifugio alpino più alto d'Europa, la Capanna Regina Margherita (a quota 4.554 metri), sede anche di una stazione meteorologica e centro di ricerche sugli effetti dell'alta quota sul corpo umano. Il massiccio è ampiamente visibile da una parte relativamente estesa della Pianura Padana. 
Le valli meridionali del Monte Rosa (Anzasca, Sesia, Valle del Lys e Ayas) sono caratterizzate dalla presenza di manifestazioni idrotermali a quarzo e solfuri auriferi che diedero origine a un'attività estrattiva protrattasi per settecento anni a partire dal XIII secolo. L'oro era presente nei giacimenti filoniani polimetallici di pirite in un tenore pari ad alcuni grammi per tonnellata. Il versante sud-est del massiccio, compreso nel comune di Alagna Valsesia, è tutelato dal parco naturale dell'Alta Val Sesia e dell'Alta Val Strona.

### Definizione e suddivisione

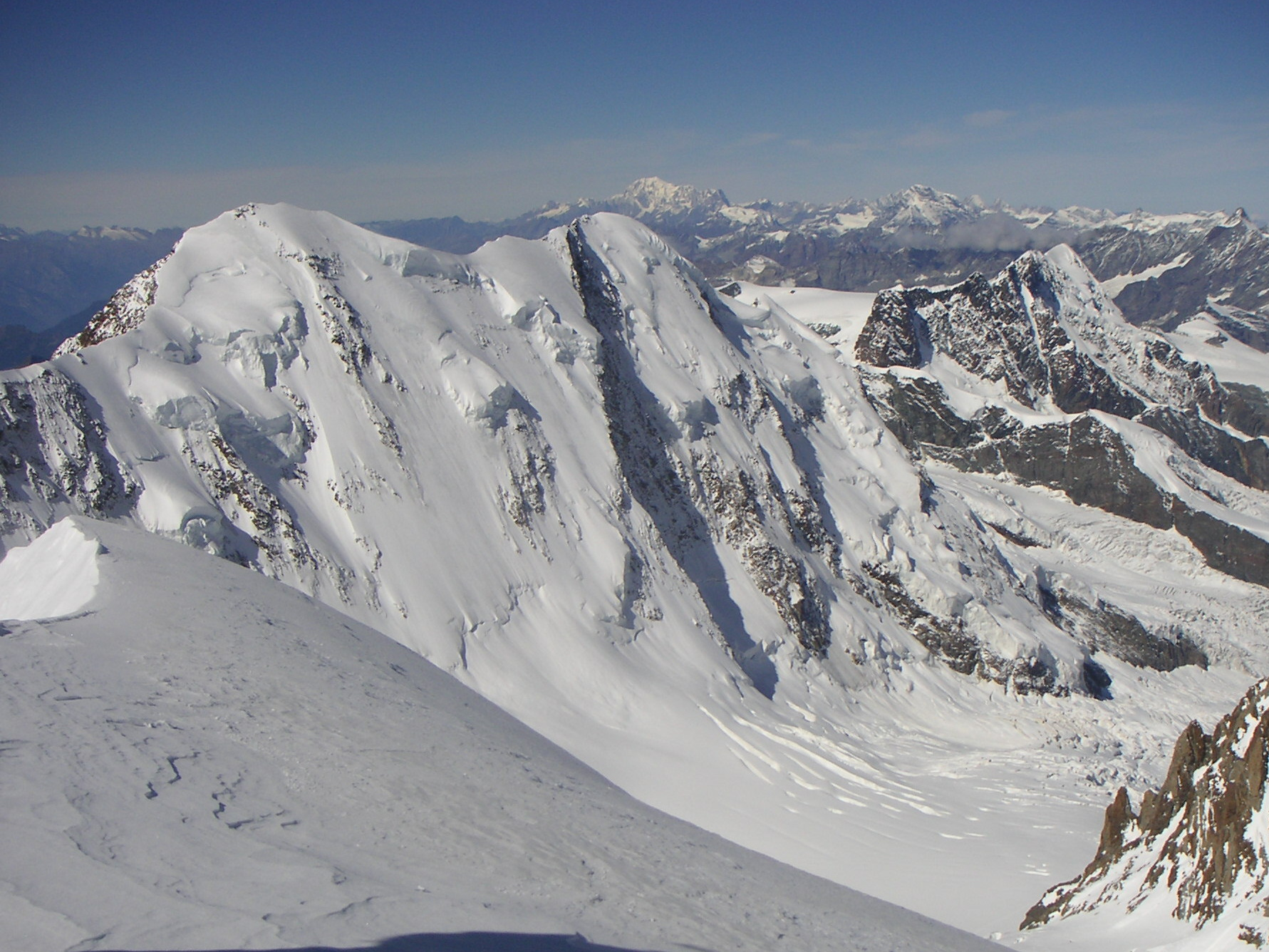
Catena Breithorn-Lyskamm

Secondo la SOIUSA il Gruppo del Monte Rosa è un supergruppo delle Alpi del Monte Rosa nelle Alpi Pennine.
Questo supergruppo è sua volta suddiviso in tre gruppi e due sottogruppi:
- Catena Breithorn-Lyskamm (1)
- Massiccio del Monte Rosa (2)
- Gruppo della Cima di Jazzi (3)
  - Sottogruppo della Cima di Jazzi (3.a)
  - Sottogruppo Stockhorn-Gornergrat (3.b)

### Vette

Monte Rosa da Champoluc con da sinistra la catena dei Breithorn Occidentale m 4.165, Breithorn Centrale m 4.160 e all'estrema destra la Roccia Nera

Monte Rosa da Gressoney-La-Trinité con il Lyskamm Occidentale m 4.481 a sinistra, e il Lyskamm Orientale m 4.527 a destra

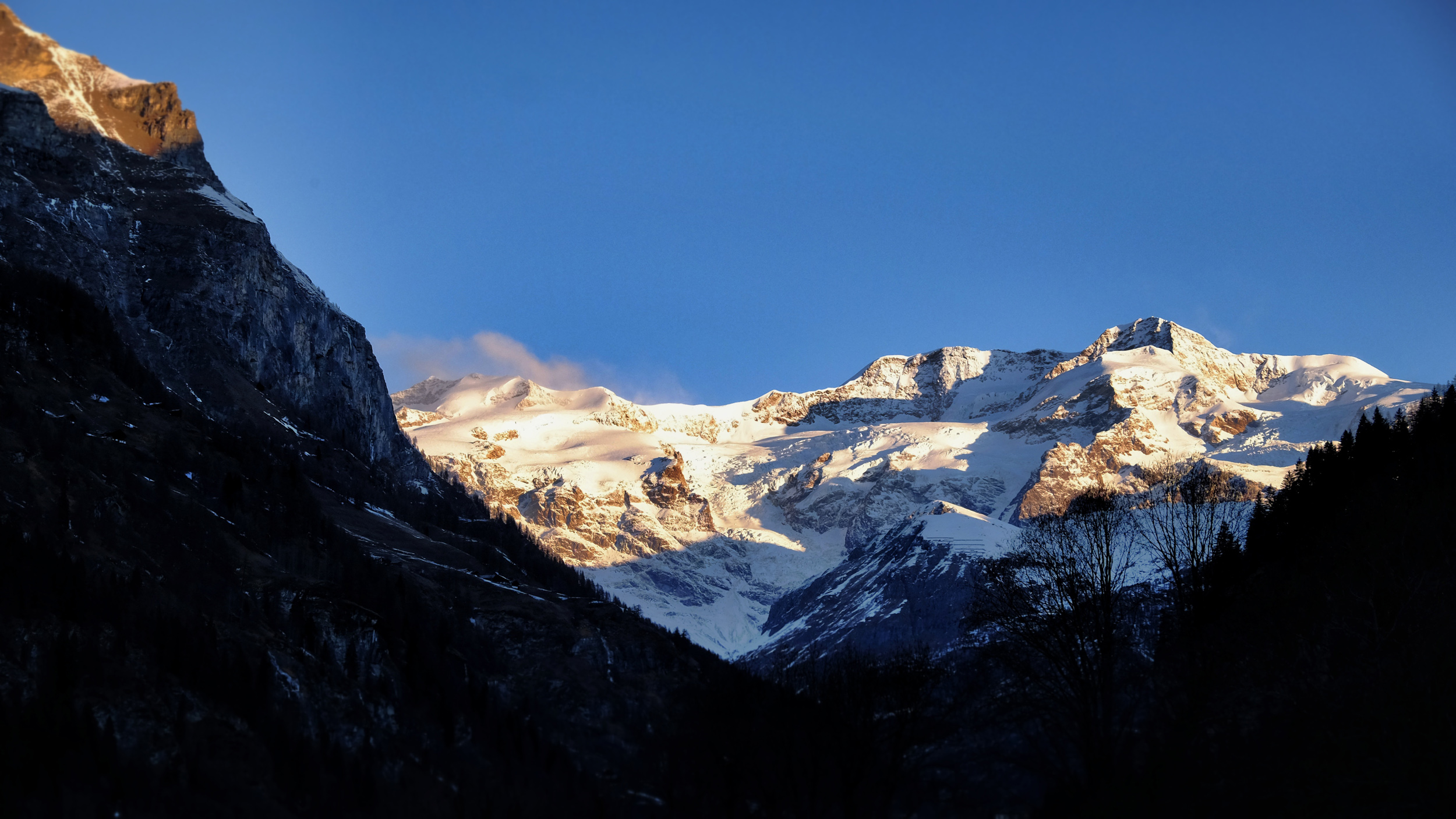
Veduta da Gressoney-Saint-Jean

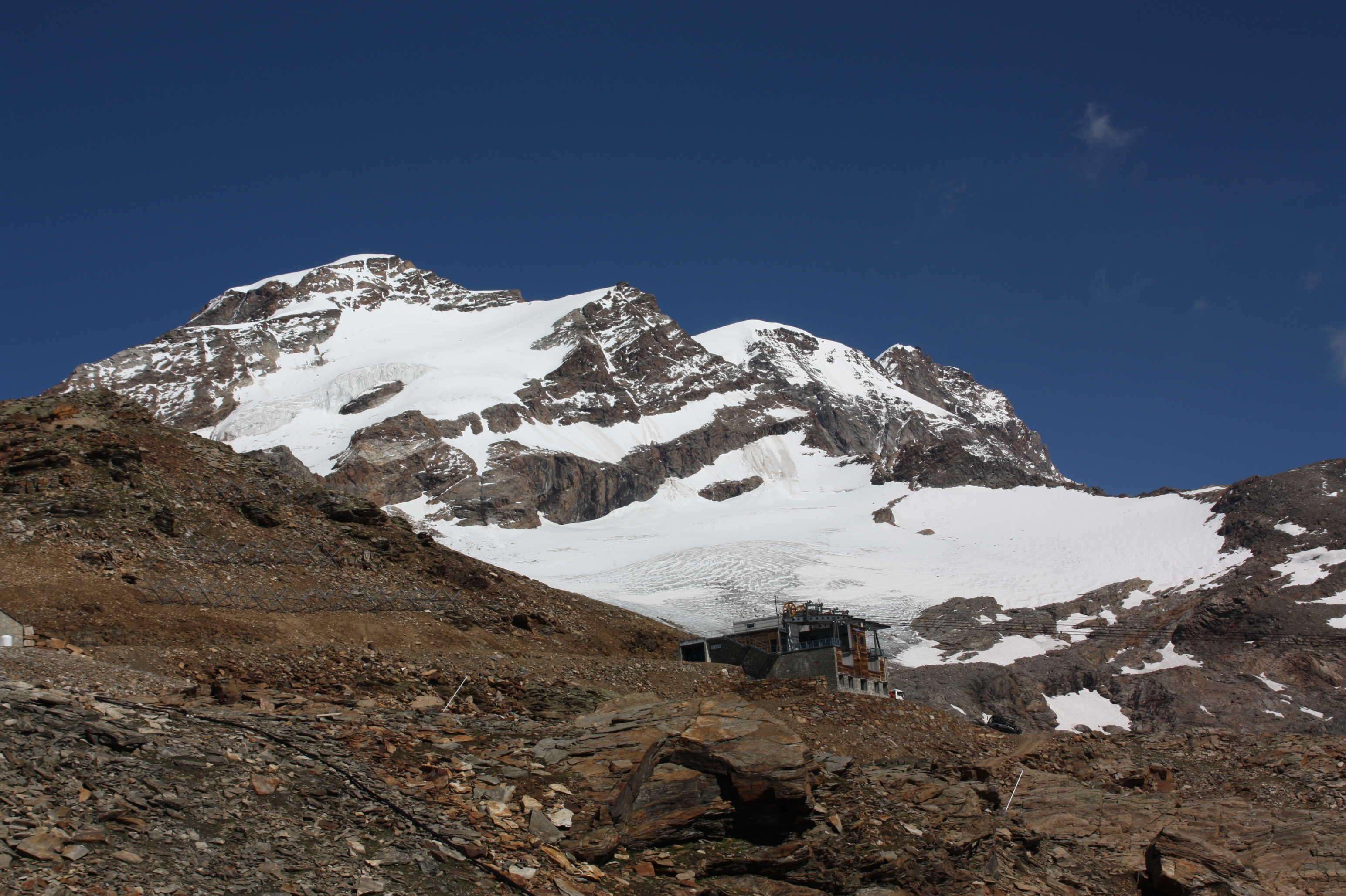
Monte Rosa visto dalla nuova stazione della funivia Alagna-Passo dei Salati

La cima dal versante nord-ovest

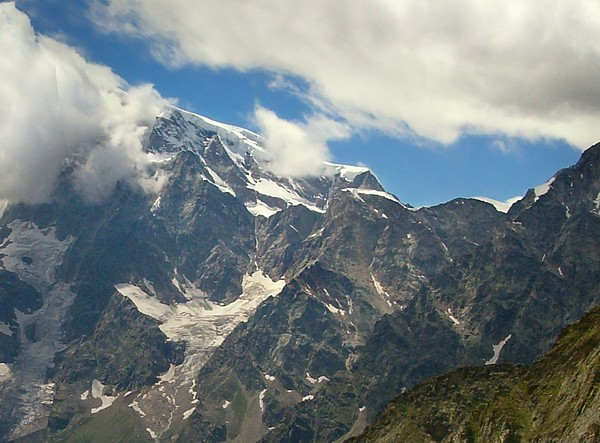
Jägerhorn

Il massiccio è famoso per le sue numerose vette oltre i 4.000:
- Punta Dufour – 4.634 m
- Punta Nordend – 4.609 m
- Punta Zumstein – 4.563 m
- Punta Gnifetti – 4.559 m
- Lyskamm Orientale – 4.527 m
- Lyskamm Occidentale – 4.481 m
- Punta Parrot – 4.436 m
- Ludwigshöhe – 4.342 m
- Corno Nero – 4.322 m
- Castore – 4.221 m
- Piramide Vincent – 4.215 m
- Breithorn Occidentale – 4.165 m
- Breithorn Centrale – 4.160 m
- Breithorn Orientale – 4.141 m
- Breithornzwillinge – 4.106 m
- Polluce – 4.091 m
- Roccia Nera – 4.075 m
- Punta Giordani – 4.046 m

Oltre a precedenti 4.000 vi sono altre vette secondarie sempre superiori ai 4.000 metri:
- Punta Dunant – 4.632 m
- Grenzgipfel – 4.618 m
- Naso del Lyskamm 4.272 m
- Roccia della Scoperta – 4.178 m
- Balmenhorn 4.167 m
- Pilastro Vincent – 4.050 m

Inferiori ai 4000 si ricordano le seguenti vette:
- Jägerhorn – 3.970 m
- Punta Perazzi – 3.906 m
- Gobba di Rollin – 3.902 m
- Piccolo Cervino – 3.881 m
- Cima di Jazzi – 3.803 m
- Gran Fillar – 3.676 m
- Punta del Nuovo Weisstor mer. – 3.642 m
- Punta del Nuovo Weisstor sett. – 3.636 m
- Torre di Castelfranco - 3.629 m
- Piccolo Fillar – 3.621 m
- Schwarzberghorn - 3.608 m
- Cime di Roffèl occ. – 3.562 m
- Stockhorn - 3.532 m
- Testa Grigia – 3.480 m
- Punta Vittoria – 3.436 m
- Punta Tre Amici – 3.425 m
- Gornergrat - 3.310 m
- Punta Indren - 3.220 m
- Stolemberg - 3.202 m
- Alta Luce - 3.184 m
- Monte Rosso di Verra (fr. Mont rouge de Verraz[9]) - 3.034 m
- Corno del Camoscio - 3.024 m
- Punta Telcio - 2.833 m
- Palon di Resy - 2.675 m

### Vallate

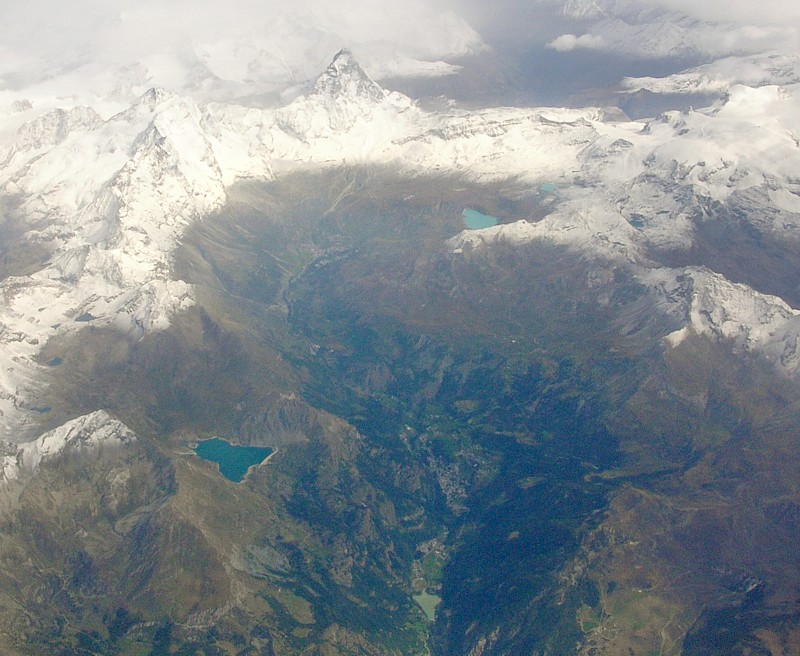
Valtournenche

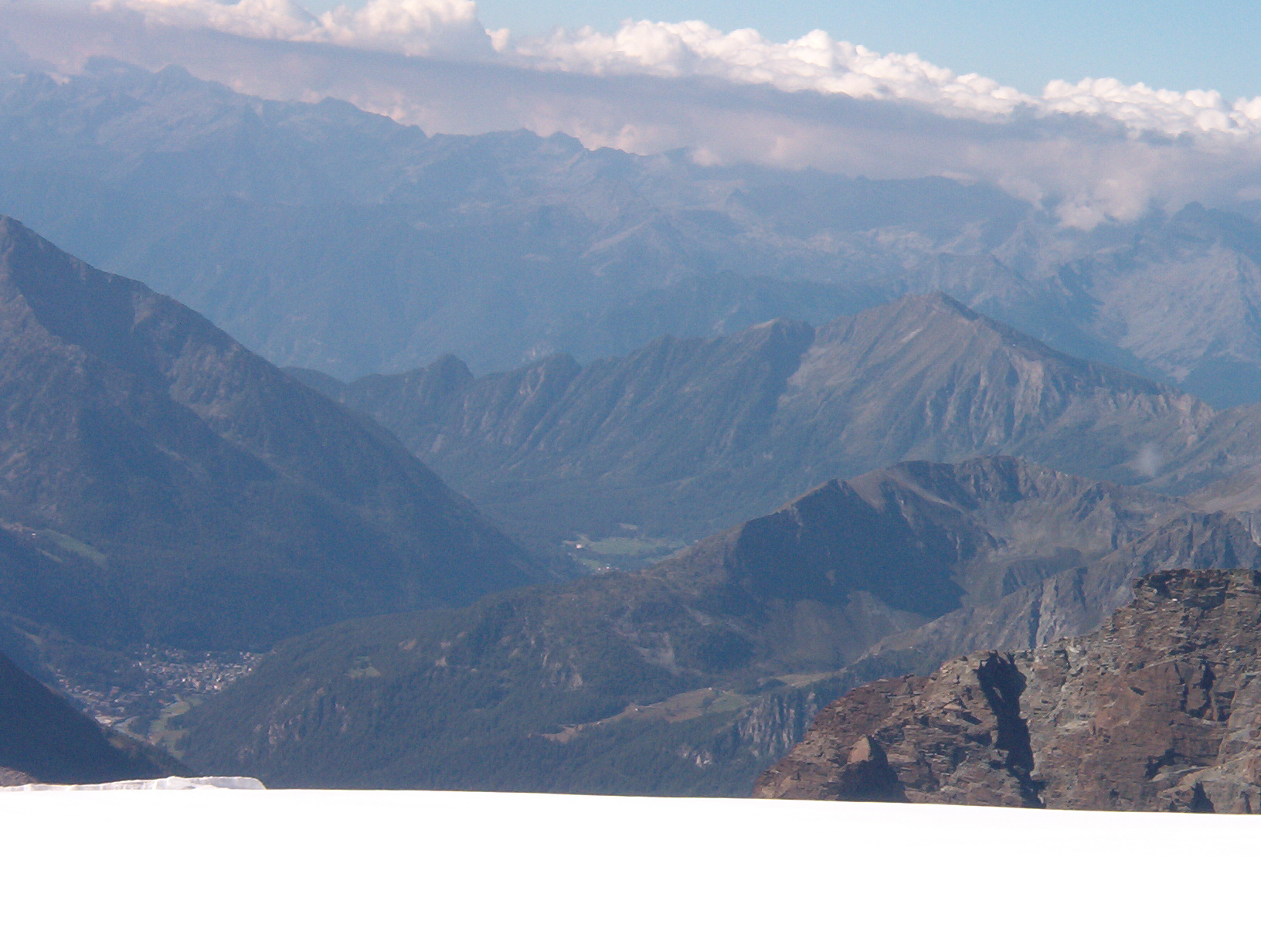
Val d'Ayas

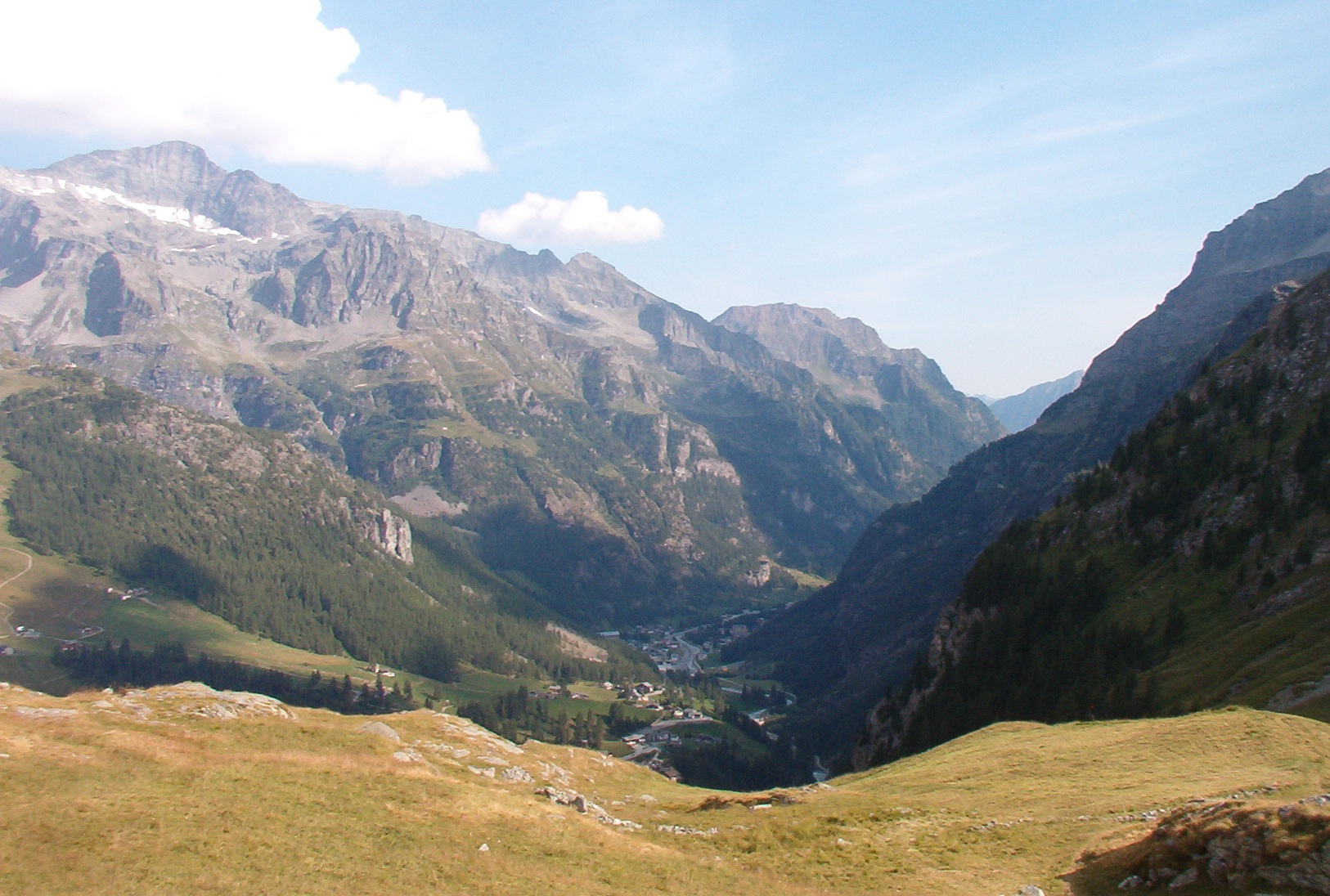
Valle del Lys

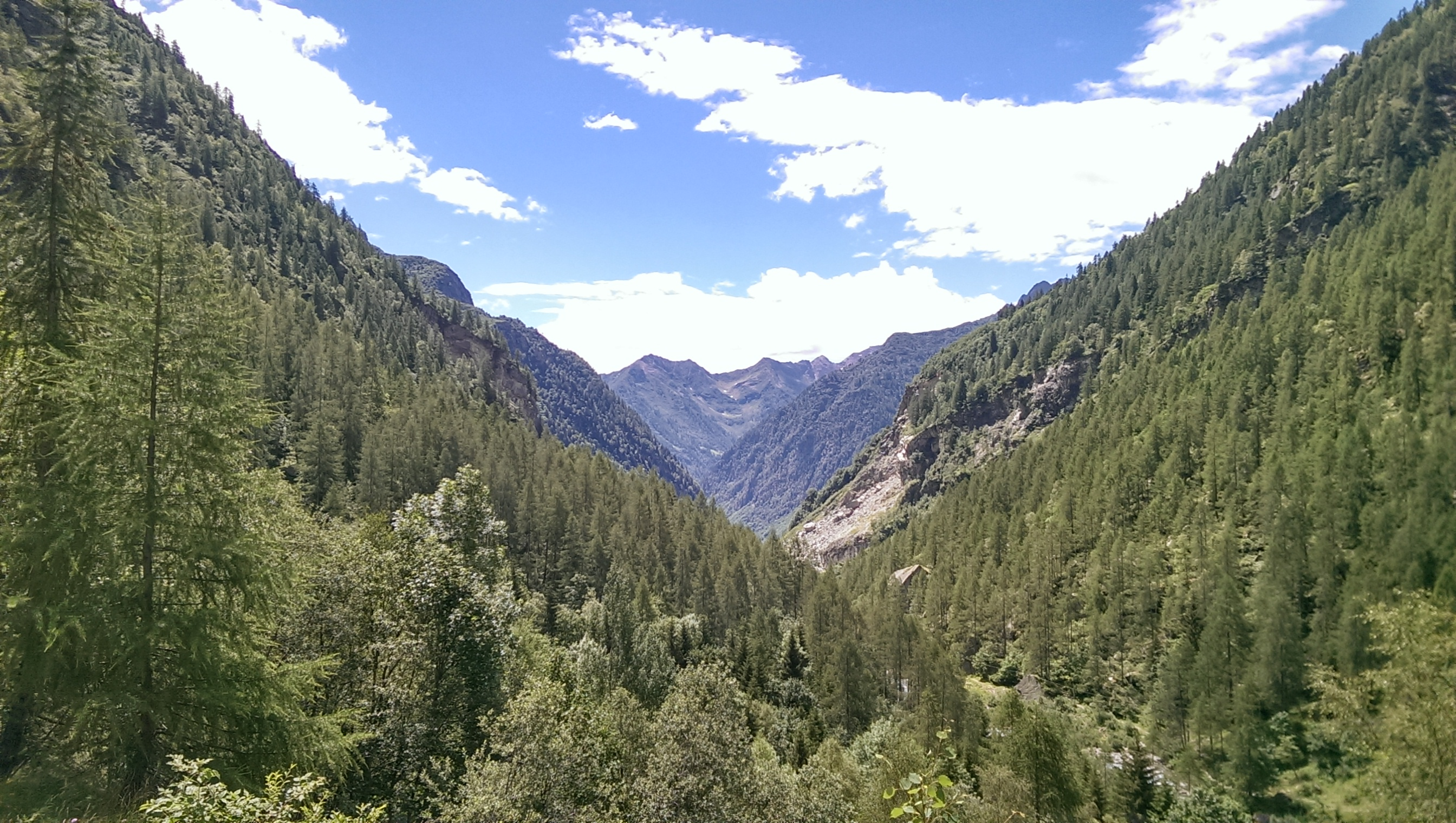
Valsesia

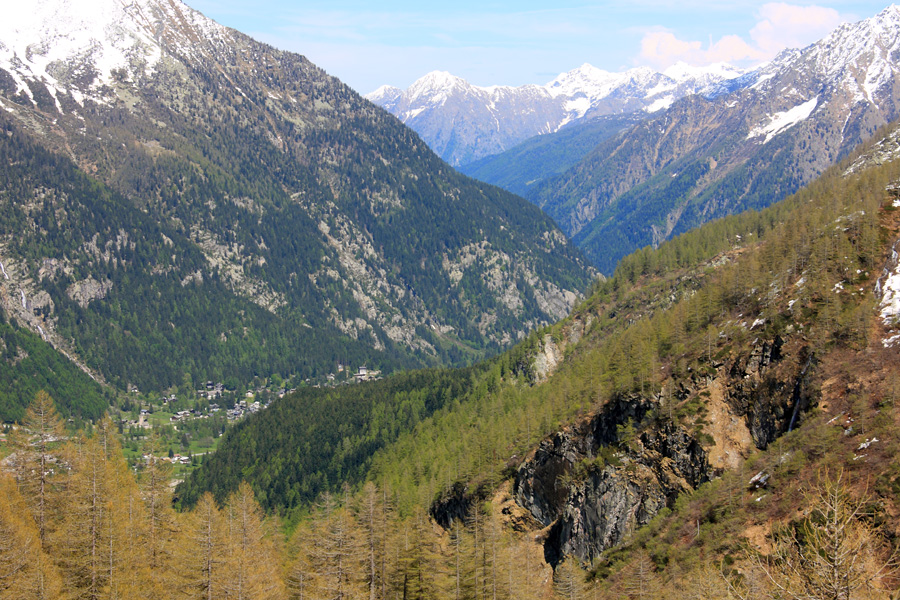
Valle Anzasca

Sono sette le valli che nascono dal Monte Rosa: 
- in Italia (su cui insistono i tre quarti del massiccio): 
  - Valtournenche (Valle d'Aosta)
  - Val d'Ayas (valdostano)
  - Valle del Lys (o di Gressoney) (Valle d'Aosta)
  - Valsesia (Piemonte);
  - Valle Anzasca (Piemonte);
- in Svizzera: 
  - Mattertal (con Zermatt)
  - Saastal (con Saas-Almagell).

### Passi e limiti geografici
Nel dettaglio e ruotando in senso orario i limiti geografici sono: Colle del Teodulo, Zermatt, Findeln, Schwarzberg-Weisstor, Passo del Monte Moro, alta Valle Anzasca, Colle delle Locce, Col d'Olen, Colle Bettaforca, Colle superiore delle Cime Bianche, Colle del Teodulo. Altri passi importanti sono il Colle del Felik, Colle del Lys e il Passo dei Salati.

### Ghiacciai
Dal massiccio del monte Rosa scendono diversi ghiacciai. In modo particolare il versante svizzero esposto a nord presenta i ghiacciai più imponenti.

#### Versante svizzero
- Ghiacciaio del Gorner (Gornergletscher)
- Ghiacciaio del Grenz
- Ghiacciaio del Monte Rosa

#### Versante italiano
- Grande Ghiacciaio di Verra
- Ghiacciaio del Lys
- Ghiacciaio di Garstelet
- Ghiacciaio di Indren
- Ghiacciaio di Bors
- Ghiacciaio delle Piode
- Ghiacciaio della Sesia
- Ghiacciaio delle Vigne
- Ghiacciaio Sud delle Locce
- Ghiacciaio Nord delle Locce
- Ghiacciaio del Signal
- Ghiacciaio del Monte Rosa
- Ghiacciaio della Nordend
- Ghiacciaio del Belvedere
- Ghiacciaio del Piccolo Fillàr
- Ghiacciaio di Castelfranco

## Storia

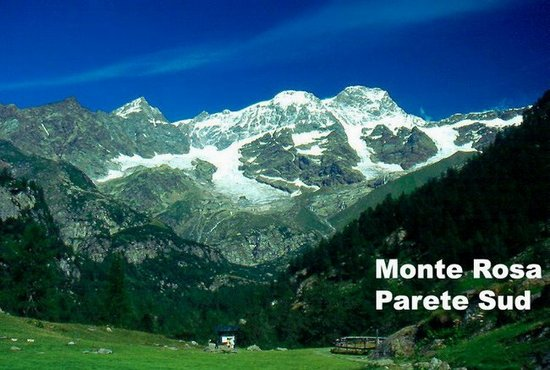
La parete sud-est del Monte Rosa (versante valsesiano)

Gli alti valichi del massiccio furono transitati già nell'antichità. Si pensa che i Walser nel XIII secolo siano transitati per il Colle del Lys per migrare dal Vallese alla Valle del Lys.
La salita alle varie vette del massiccio avvennero nel XIX secolo, partendo generalmente dal versante italiano che era ed è il versante più agevole:
- 1778 - Gli alpinisti di Gressoney-Saint-Jean, Valentino e Joseph Beck, Joseph Zumstein, Nicolas Vincent, Sebastian Linty, Étienne Lisco e François Castel raggiungono la Roccia della Scoperta[10]
- 23 luglio 1801 – Pietro Giordani raggiunge la Punta Giordani;
- 5 agosto 1819 – Nicolas Vincent raggiunge Joseph Vincent la Piramide Vincent;
- 1º agosto 1820 – Joseph e Nicolas Vincent, Joseph Zumstein, Molinatti, François Castel, raggiungono con 5 altre persone la Punta Zumstein;
- 9 agosto 1842 – Giovanni Gnifetti, parroco di Alagna Valsesia, Giuseppe Farinetti, Cristoforo Ferraris, Cristoforo Grober, fratelli Giovanni, Giacobbe Giordani, raggiungono con 2 altre persone la Punta Gnifetti
- 1º agosto 1855 – John Birbeck, Charles Hudson, Ulrich Lauener, Christopher Smyth, James G. Smyth, Edward Stephenson, Matthäus Zumtaugwald e Johannes Zumtaugwald raggiungono la cima.
- 31 luglio 1889 – Achille Ratti (futuro papa Pio XI) raggiunge la cima passando per la prima volta dalla parte orientale.

## Turismo

### Percorsi alpinistici

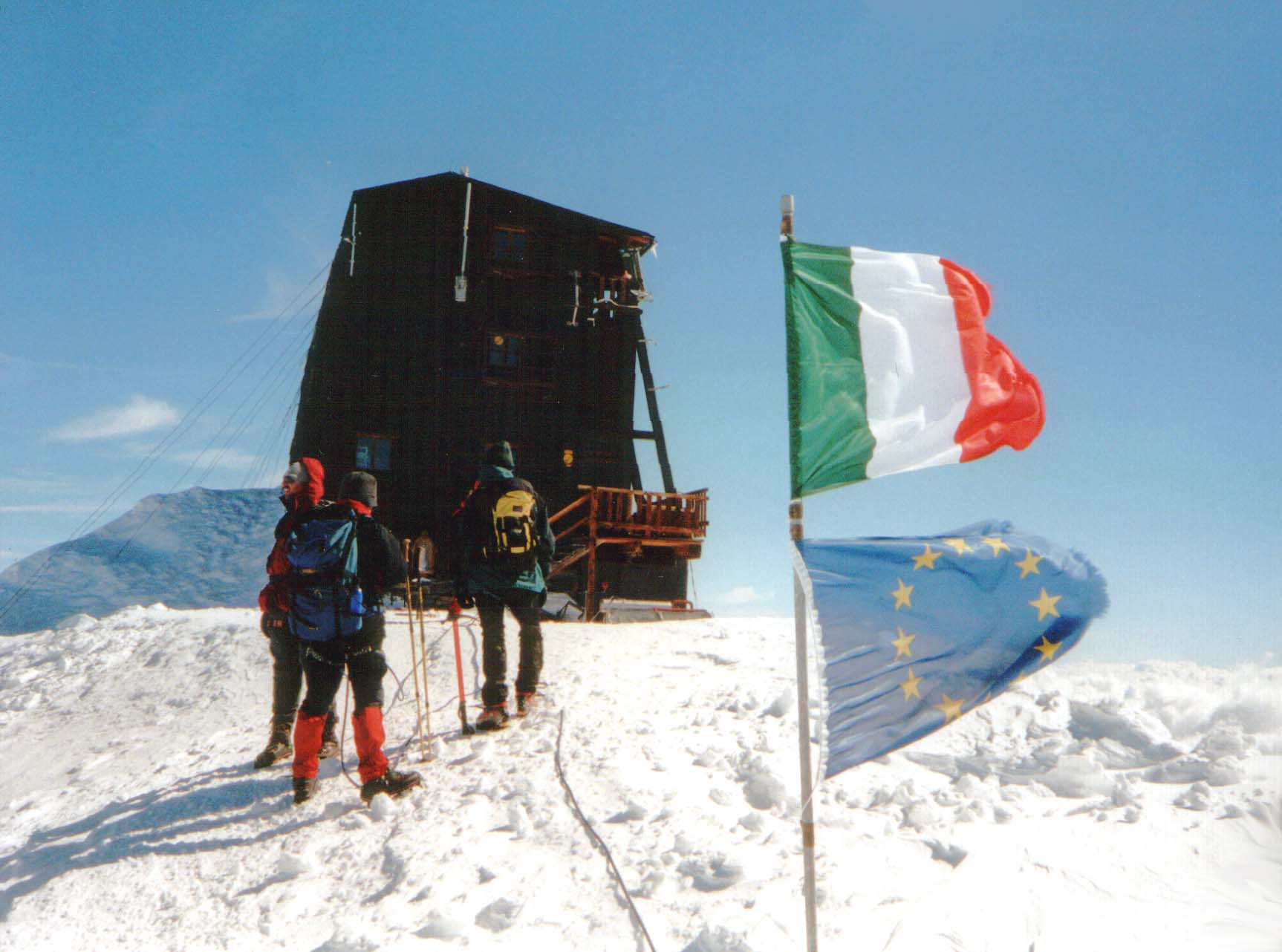
Capanna Regina Margherita

Le numerose punte che superano i 4000 metri di quota rendono il Monte Rosa particolarmente attraente dal punto di vista alpinistico. La parete orientale che precipita verso Macugnaga ha una vera e propria dimensione himalayana: con oltre duemila metri di ghiaccio e roccia, è considerata la più alta delle Alpi. Su di essa sono state scritte epiche pagine di storia dell'alpinismo. Difficile ma soprattutto estremamente pericolosa, ha rappresentato e continua a rappresentare la summa dell'alpinismo classico.
L'altra grande parete, la meno conosciuta e la meno percorsa di tutto il gruppo, è la cosiddetta Parete valsesiana del Monte Rosa, un insieme imponente, dall'aspetto selvaggio e misterioso alto fino a 1800 metri. Insieme, le due pareti formano il versante piemontese del massiccio.
L'accesso più facile alle vette del Monte Rosa avviene partendo da Gressoney e da Alagna Valsesia. Da queste due località ci si porta utilizzando gli impianti funiviari a Punta Indren e da qui si raggiungono agevolmente in meno di due ore o la Capanna Giovanni Gnifetti oppure il rifugio città di Mantova. Questi due rifugi sono una tappa obbligata prima di affrontare le salite alle varie vette del massiccio ed alla Capanna Regina Margherita. Oltre al raggiungimento delle vette, l'escursionismo d'alta quota prevede traversate da rifugio a rifugio. Attorno al monte Rosa è stato definito un itinerario panoramico denominato Tour del Monte Rosa.

### Rifugi

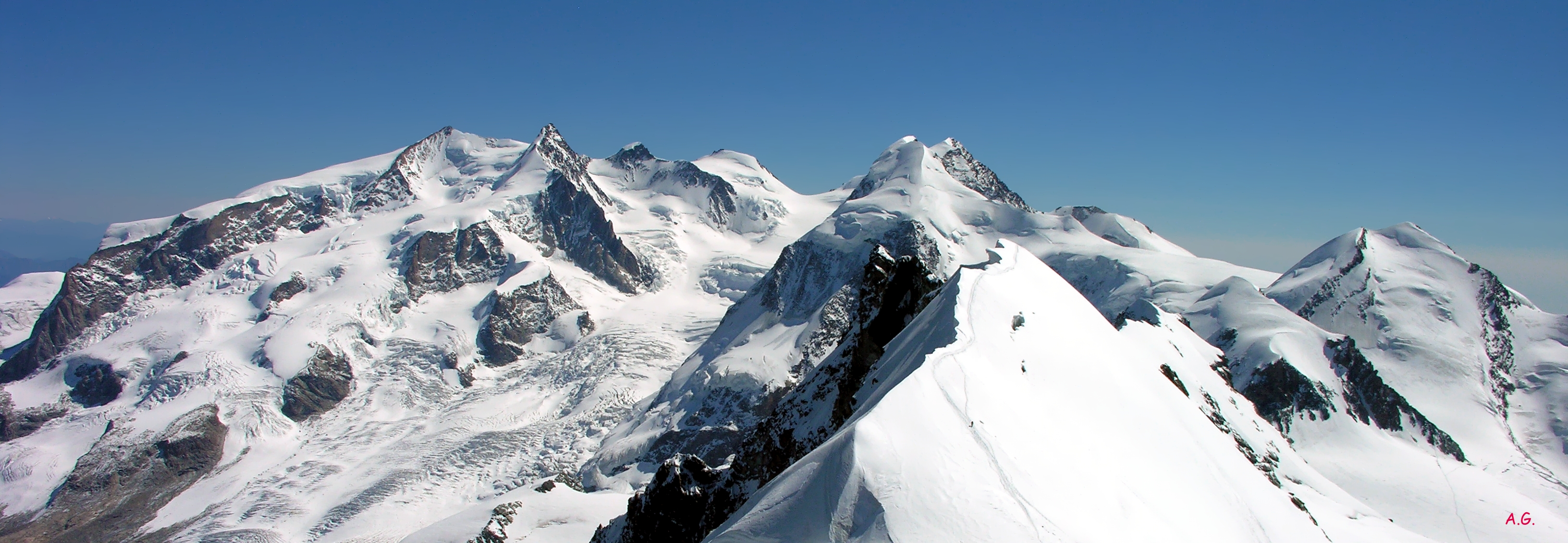
Il massiccio del Monte Rosa visto dal Breithorn occidentale

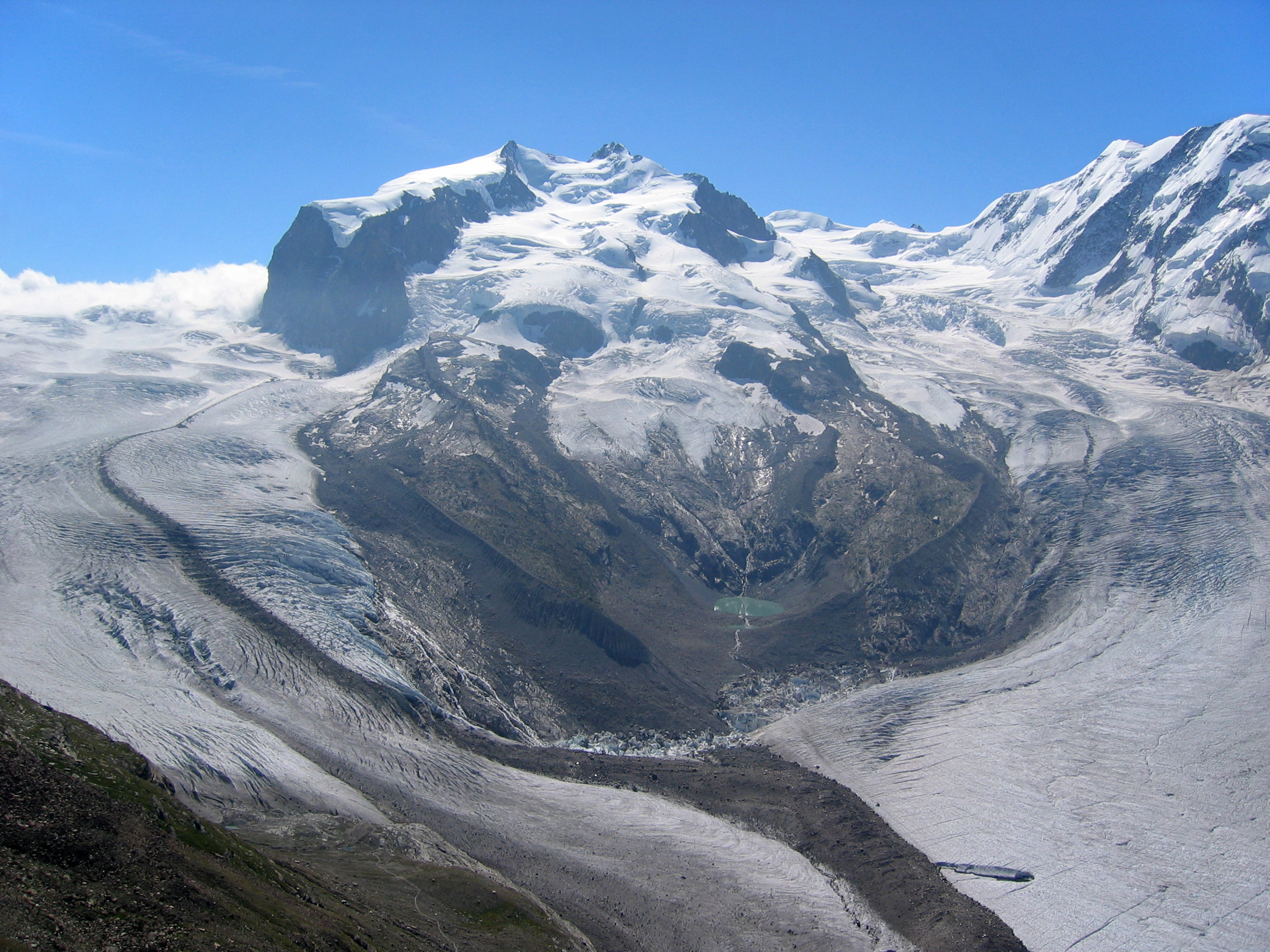
La Nordend, il Rosa e il Lyskamm (più a destra) visti dal Gornergrat, versante nord svizzero

| - Rifugio Zamboni-Zappa - 2.070 m - Rifugio Damiano Marinelli - 3.060 m - Rifugio Eugenio Sella - 3.029 m - Bivacco Valentino Belloni - 2.490 m - Bivacco Città di Gallarate - 3.960 m - Bivacco Città di Luino - 3.598 m - Rifugio Gaspare Oberto-Paolo Maroli - 2.796 m - Bivacco Hinderbalmo - 1.910 m - Bivacco Emiliano Lanti - 2.125 m - Rifugio Città di Saronno - 1.932 m - Capanna Regina Margherita - 4.554 m - Capanna Fratelli Gugliermina - 3.212 m - Capanna Luigina Resegotti - 3.624 m - Rifugio Barba Ferrero - 2.247 m - Rifugio Crespi Calderini - 1.836 m - Rifugio Francesco Pastore - 1.575 m - Rifugio città di Vigevano - 2.864 m - Rifugio Guglielmina - 2.880 m - Rifugio città di Mortara - 1.945 m | - Rifugio città di Mantova - 3.498 m - Capanna Giovanni Gnifetti - 3.647 m - Bivacco Felice Giordano - 4.167 m - Rifugio Quintino Sella al Felik - 3.585 m - Orestes Hütte - 2.625 m - Rifugio Ottorino Mezzalama - 3.036 m - Rifugio Guide d'Ayas - 3.420 m - Bivacco Rossi e Volante - 3.750 m - Bivacco Città di Mariano - 2.981 m - Rifugio Teodulo - 3.317 m - Rifugio Guide del Cervino - 3.480 m - Monte Rosa Hütte - 2.883 m - Gandegghütte - 3.029 m |

### Comprensorio sciistico

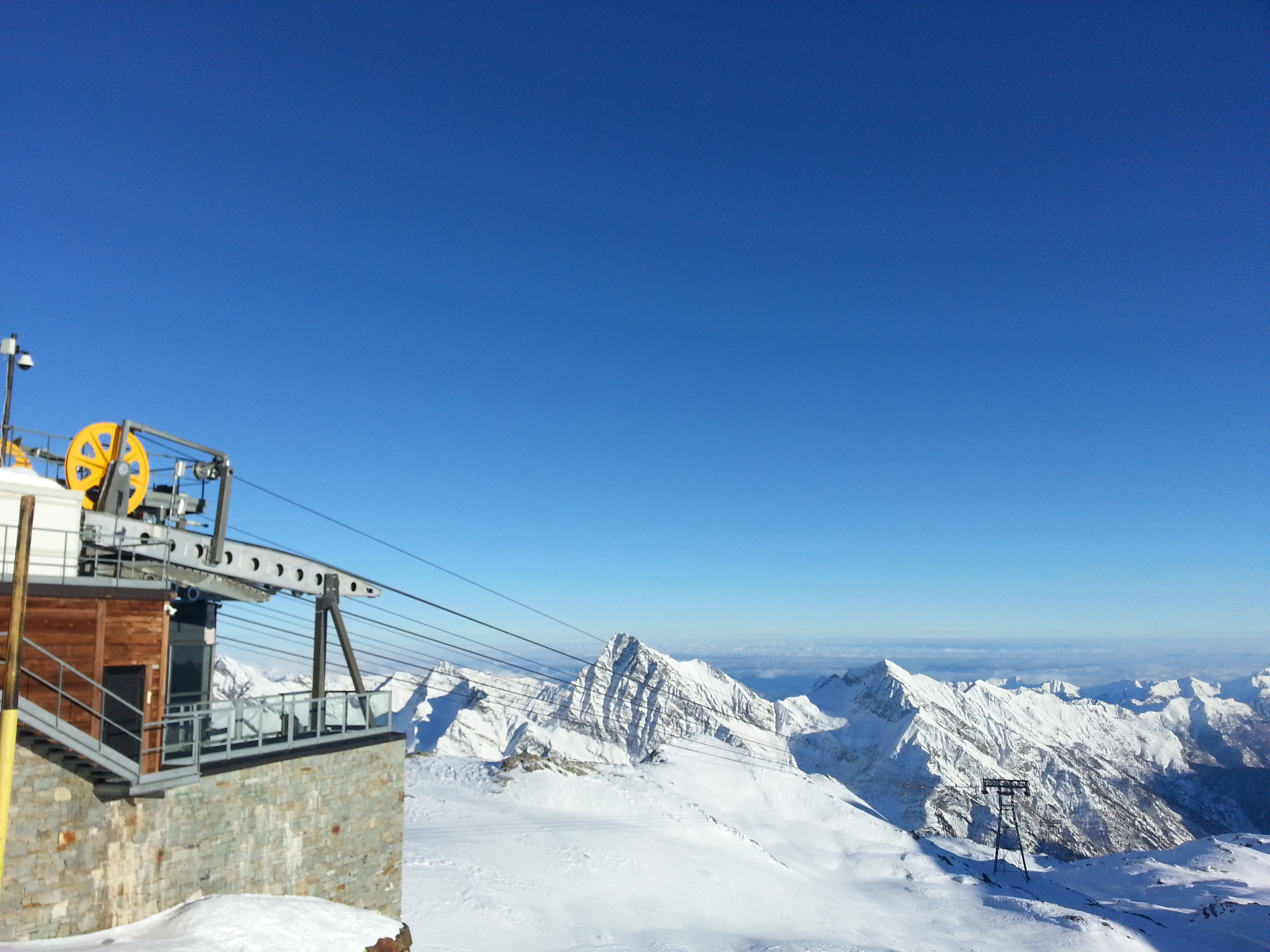
Monterosa Ski, passo dei Salati

Dagli anni sessanta la salita al Rosa è stata agevolata dalla funivia Alagna – Punta Indren, dove, per diversi anni, si è praticato lo sci estivo sul ghiacciaio di Indren. Con l'ammodernamento degli impianti esistenti si sono uniti, al passo dei Salati (2.936 m), gli impianti che salgono dalla valle del Lys. La Valsesia è entrata così a far parte del vasto comprensorio del Monterosa Ski che già riuniva gli impianti di Gressoney-La-Trinité e di Champoluc (frazione di Ayas) in val d'Ayas. Non molto lontano ad ovest è posto il comprensorio del Matterhorn Ski Paradise del Cervino.

### Località interessate

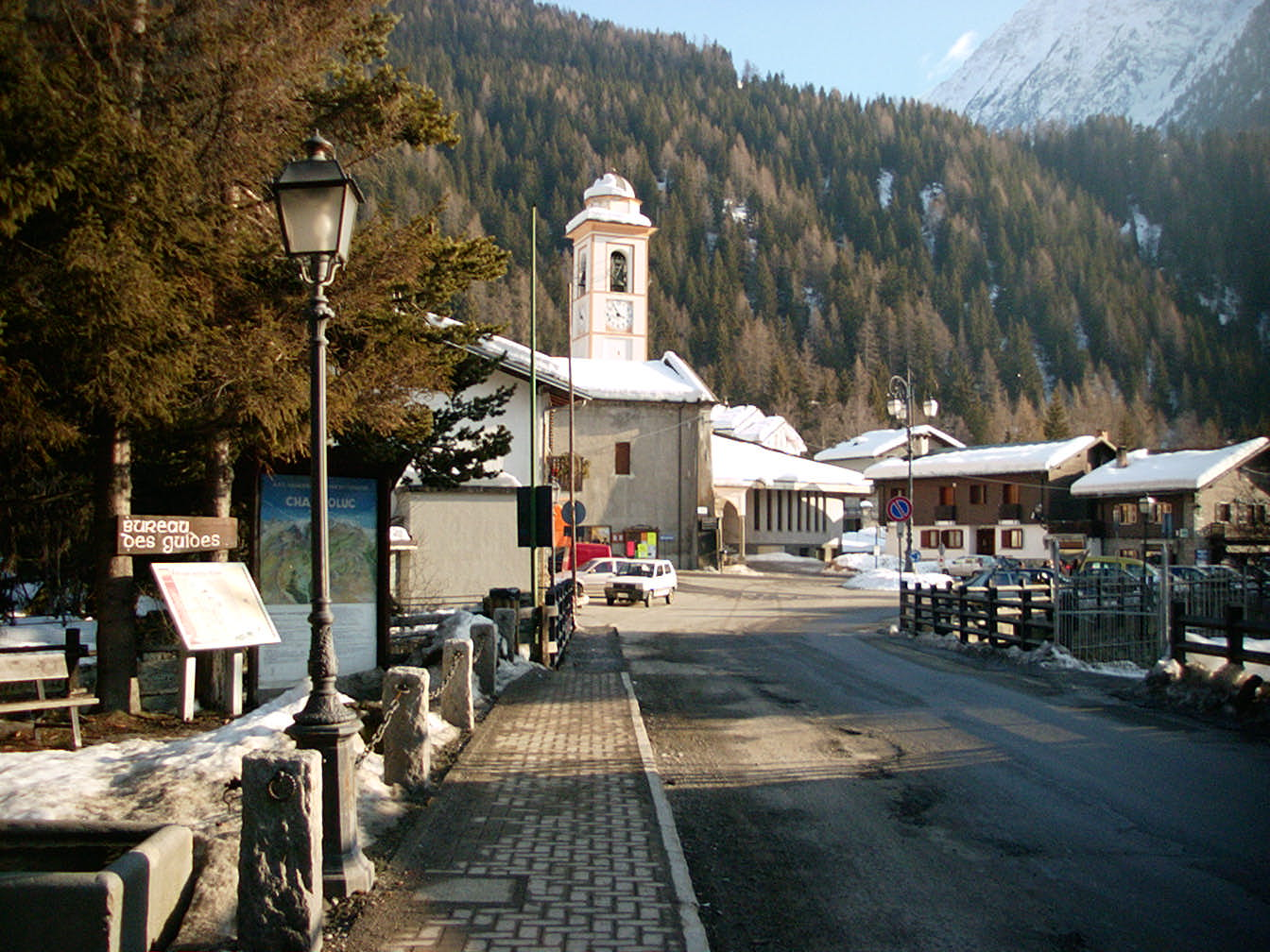
Champoluc

- Champoluc
- Gressoney-Saint-Jean
- Gressoney-La-Trinité
- Alagna Valsesia
- Macugnaga
- Zermatt
- Saas-Fee

### Curiosità
Per la prima volta nella storia è stata effettuata una traversata del massiccio, partendo da Gressoney-La-Trinité fino a Breuil-Cervinia, da parte di due atleti alpinisti disabili: due protesi ai piedi per Andrea Lanfri e una per Massimo Coda, sono riusciti in piena autonomia ad attraversare il massiccio nonostante le pessime condizioni meteo trovate nella settimana dal 27 giugno al 2 luglio 2021.
Il 20 settembre 2021, Andrea Lanfri ha percorso oltre 470 km in bici e per il primo tratto Genova - Monte Rosa ha impiegato solo 18 ore e 7 minuti durante il progetto chiamato "From0to0".

## Cultura

### Popolazione e cultura walser

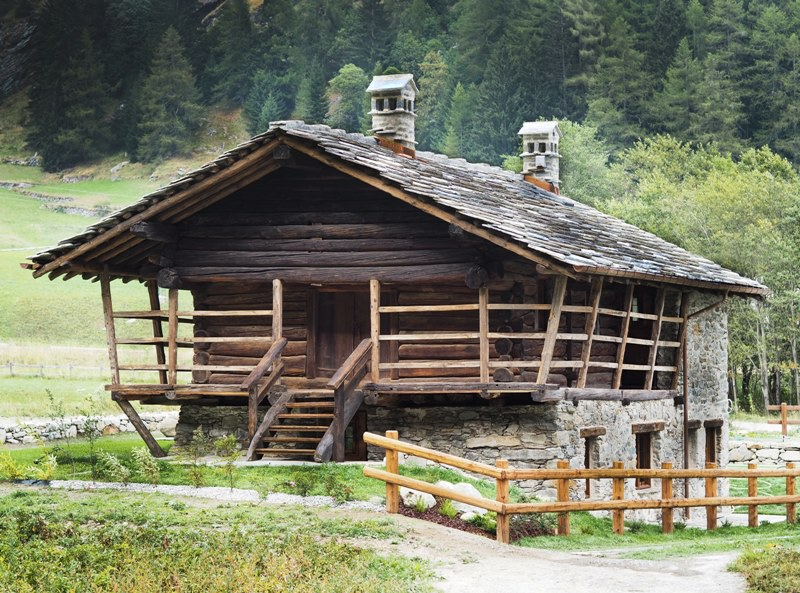
Antica casa walser a Gressoney-Saint-Jean

I Walser (contrazione del tedesco Walliser, cioè vallesano, abitante del canton Vallese) sono una popolazione di origine germanica che abita le regioni alpine attorno al massiccio del Monte Rosa. Definiscono la loro parlata Titsch, Töitschu o Titzschu, termini imparentati con il tedesco standard Deutsch.
Gli studi etnico/storico/geografici di fine '800 e '900 ne hanno tradizionalmente fatto risalire le origini al ceppo degli Alemanni. Stabilitisi nella Valle del Goms, da qui, durante il XII-XIII secolo, coloni Walser provenienti dall'alto Vallese si stabilirono in diverse località dell'arco alpino in Italia, Svizzera, Liechtenstein, Austria e Francia.

## Nei media
- Il lungometraggio La misura del confine del 2011 parla di un ritrovamento di una mummia sul monte Rosa.

## Galleria d'immagini

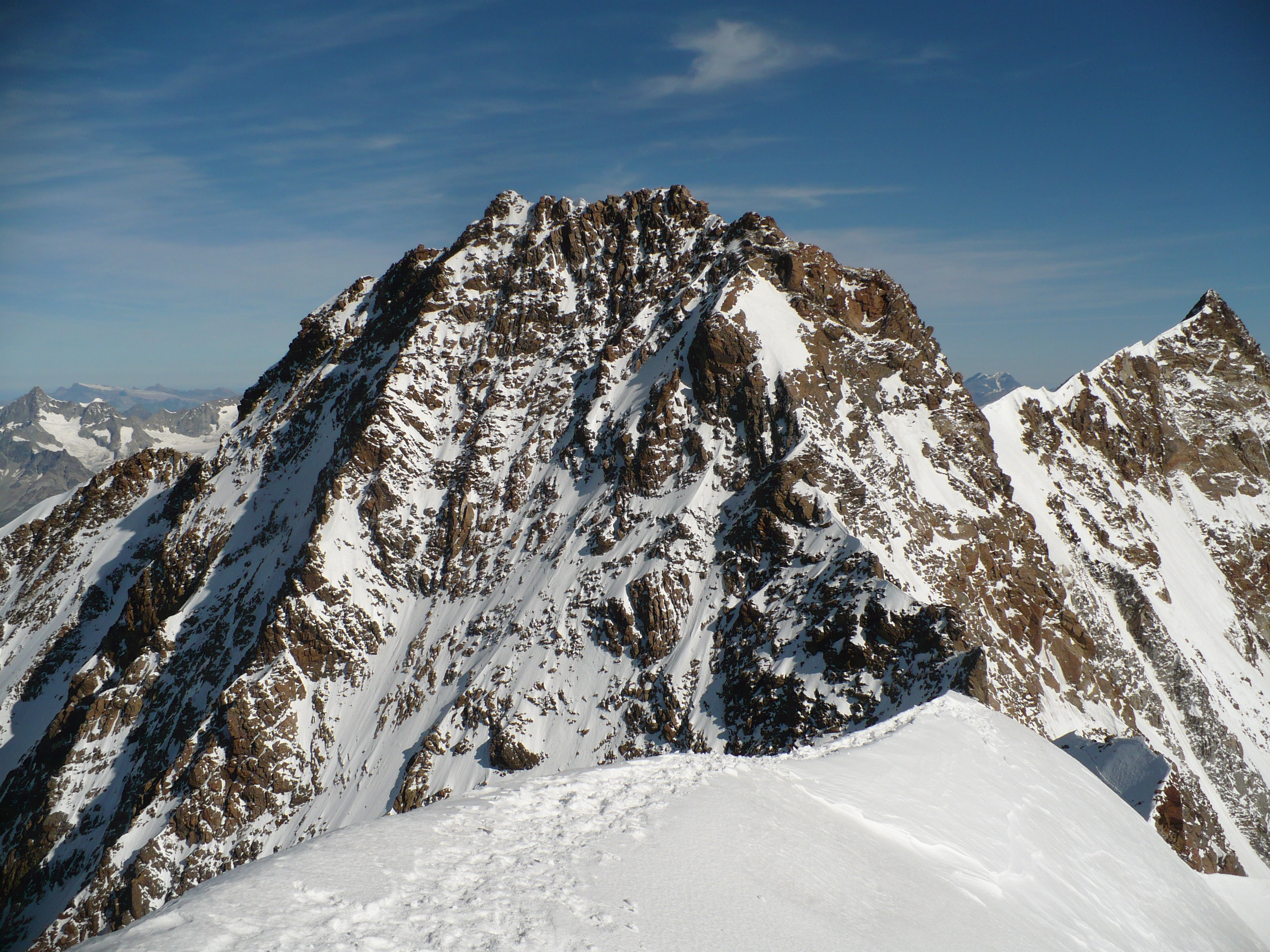
Monte Rosa
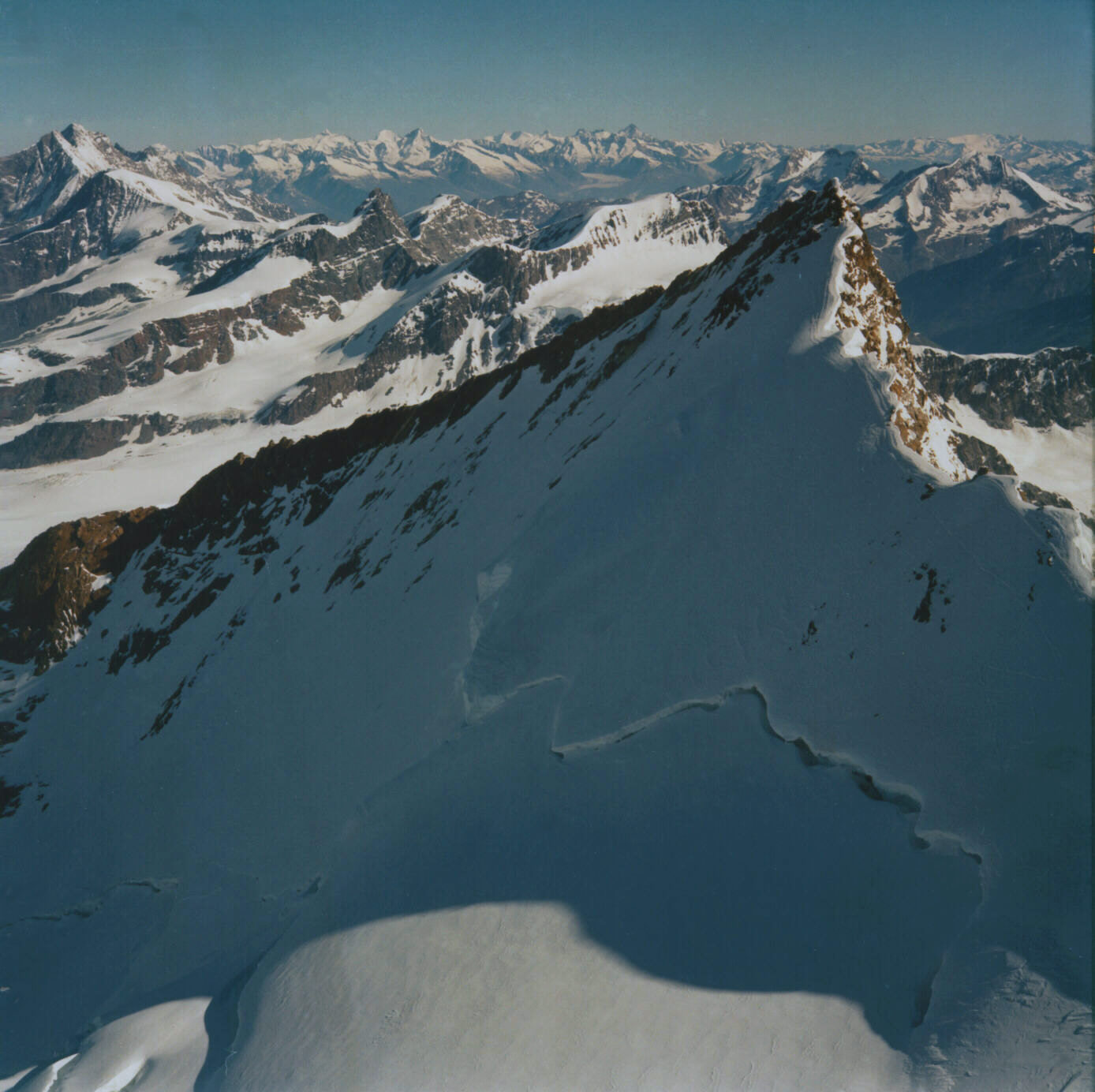
Punta Nordend
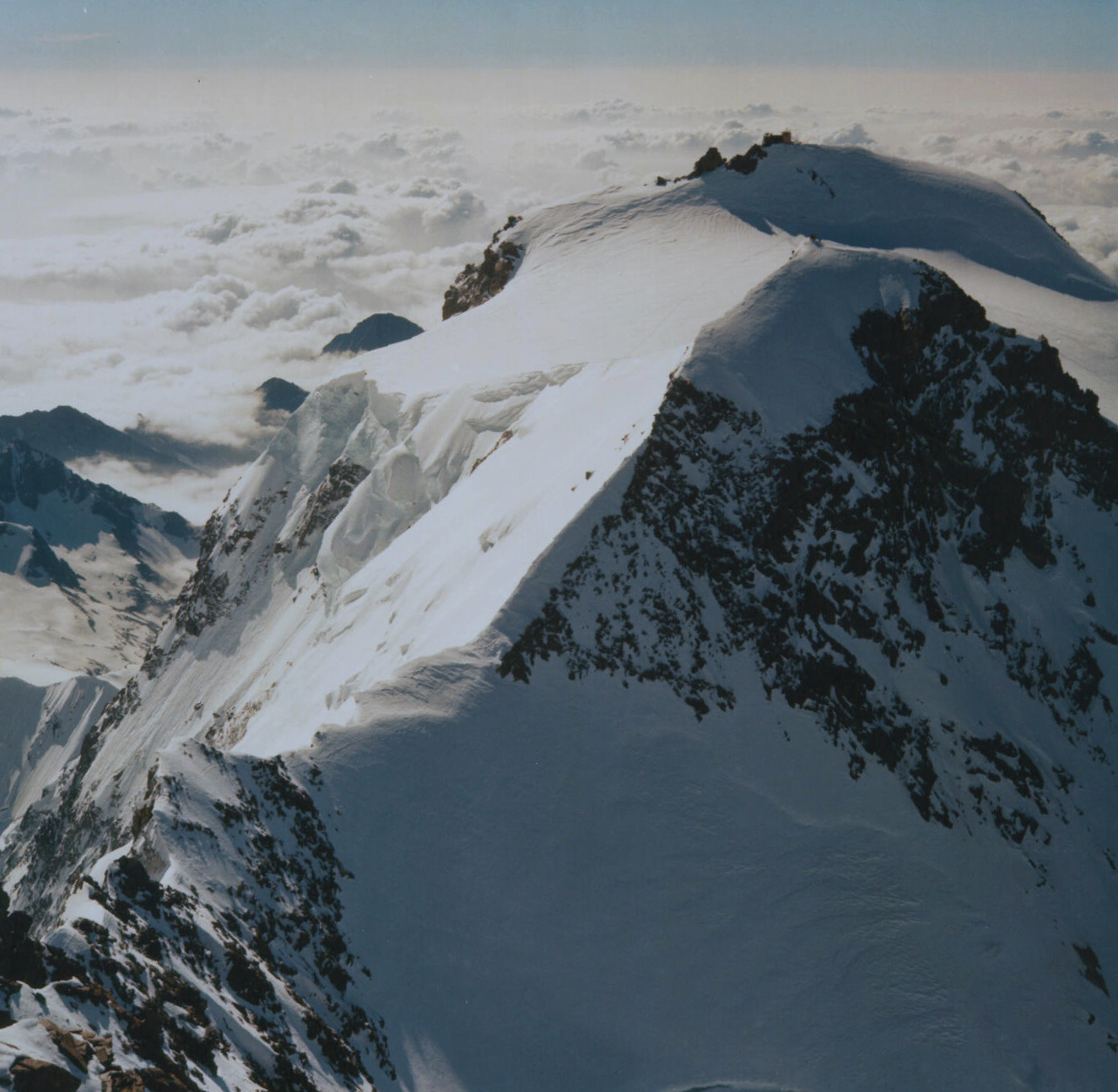
Punta Zumstein
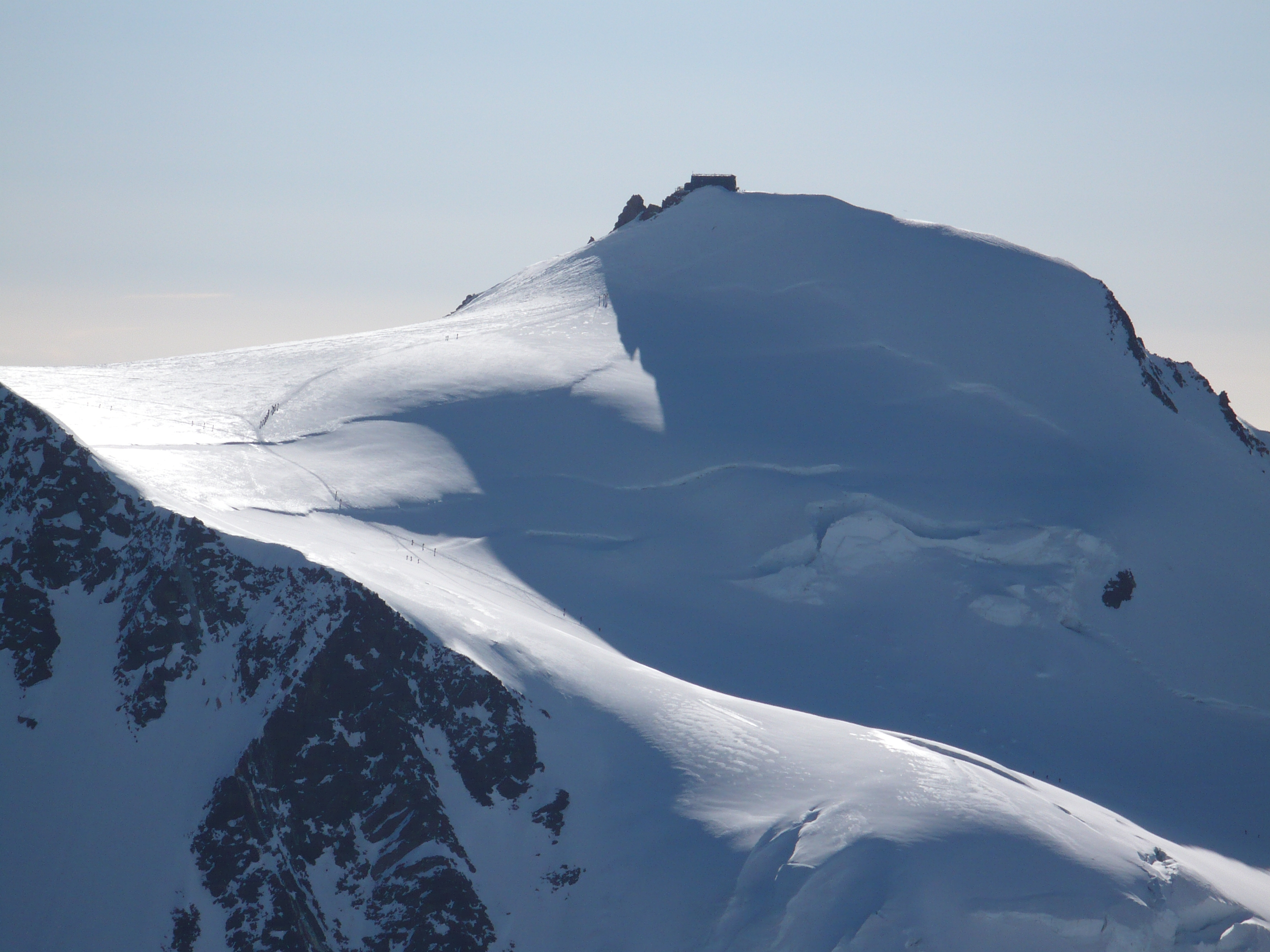
Punta Gnifetti
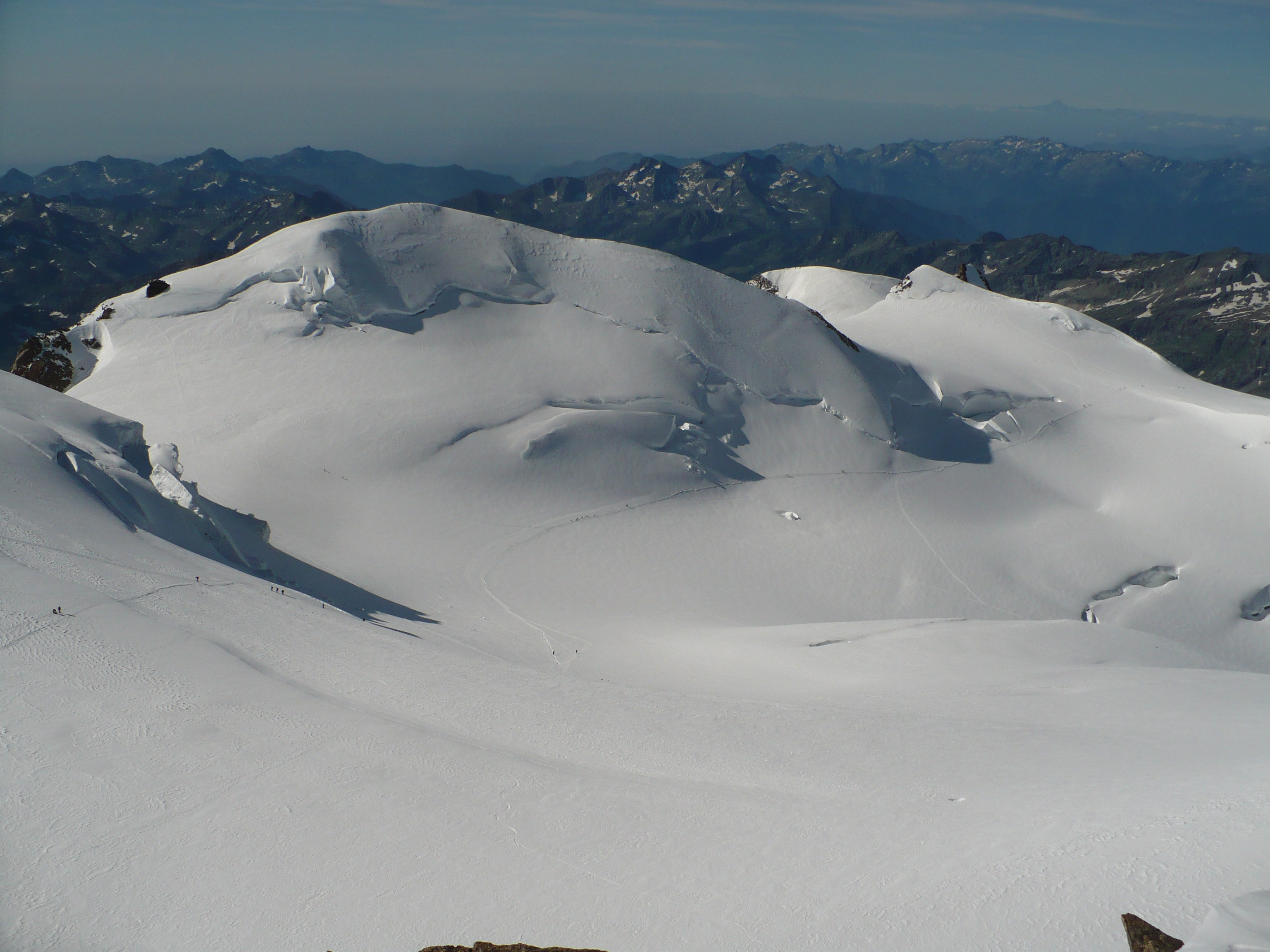
Punta Parrot
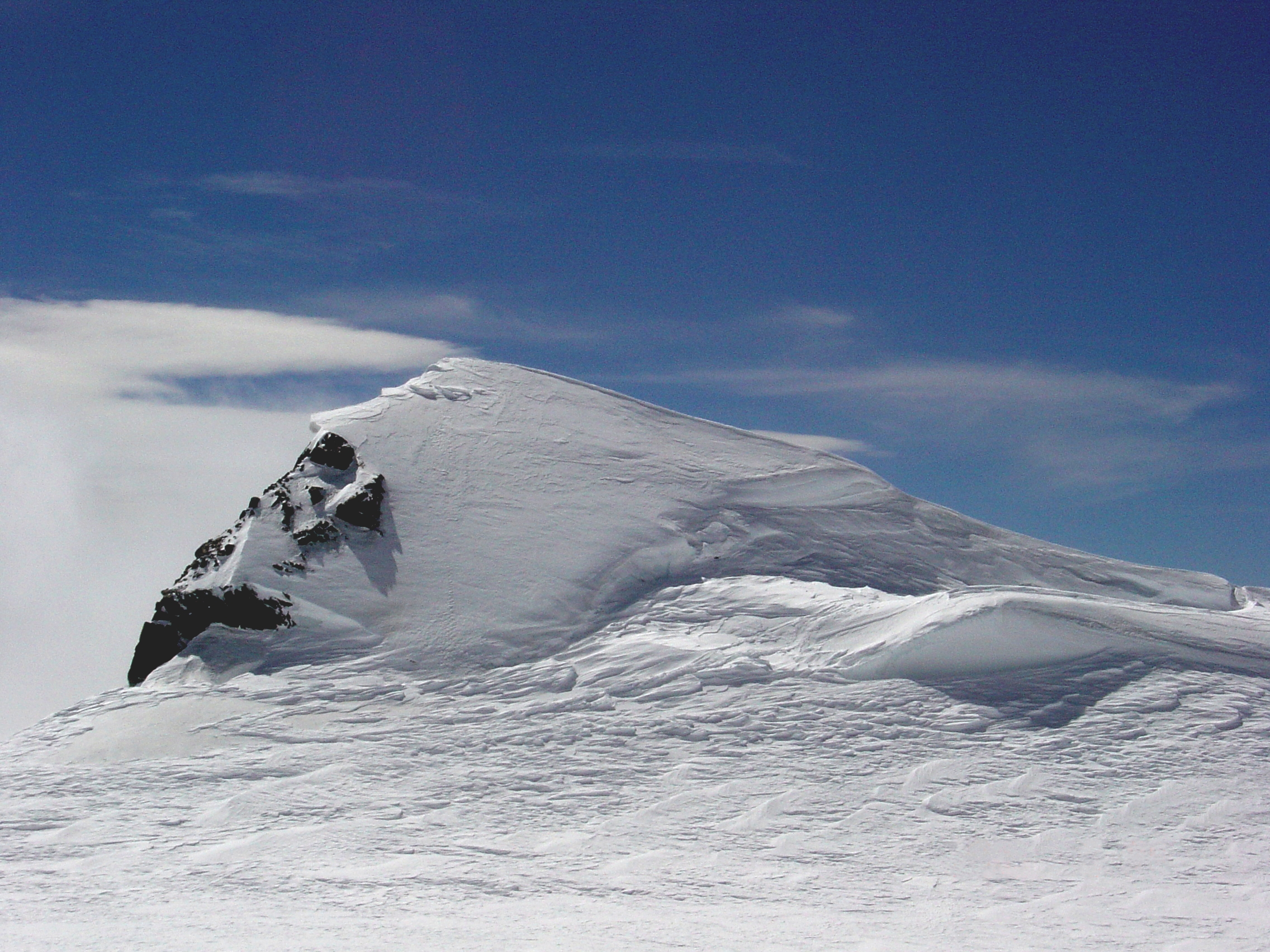
Ludwigshöhe
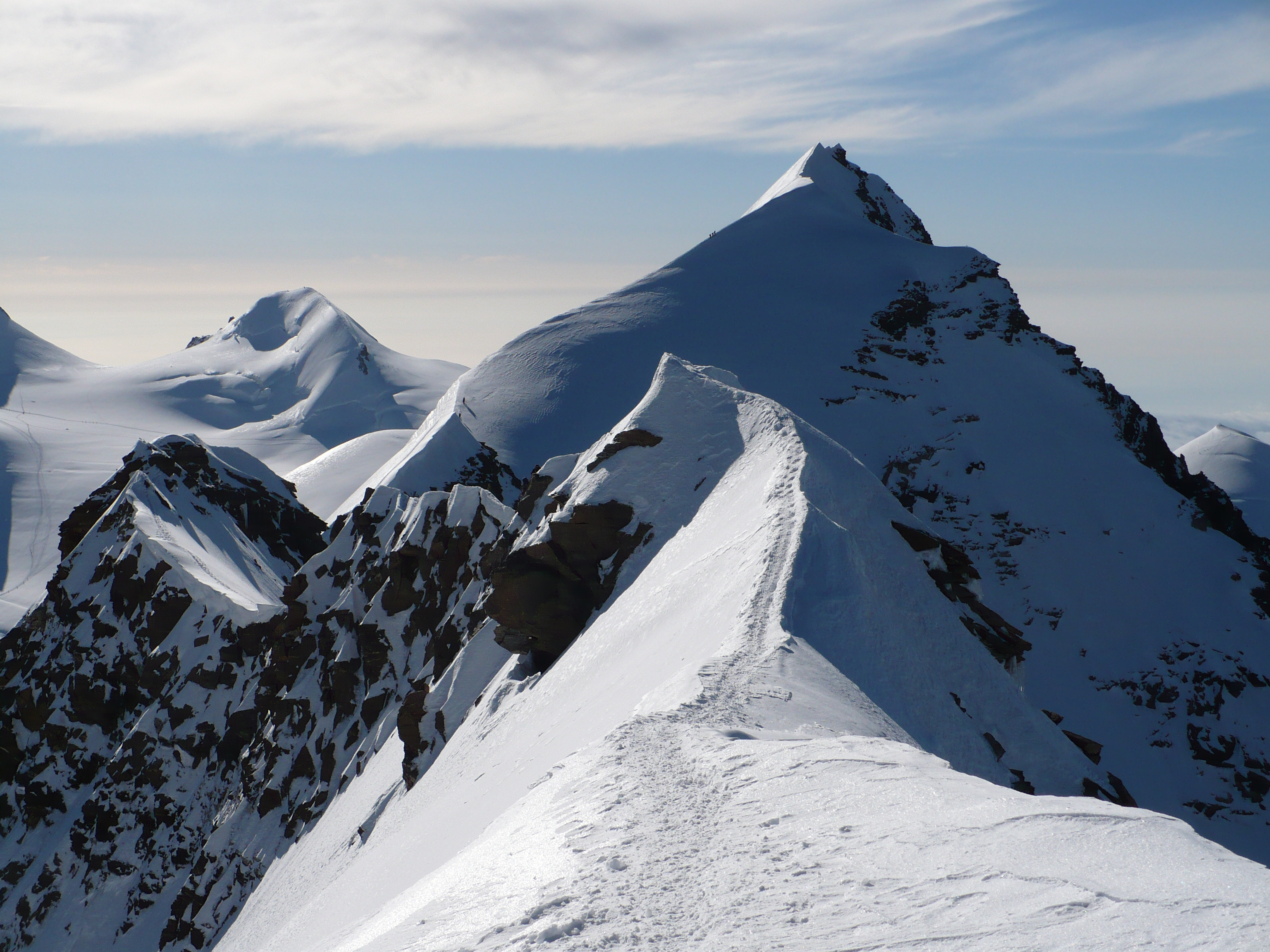
Lyskamm Orientale
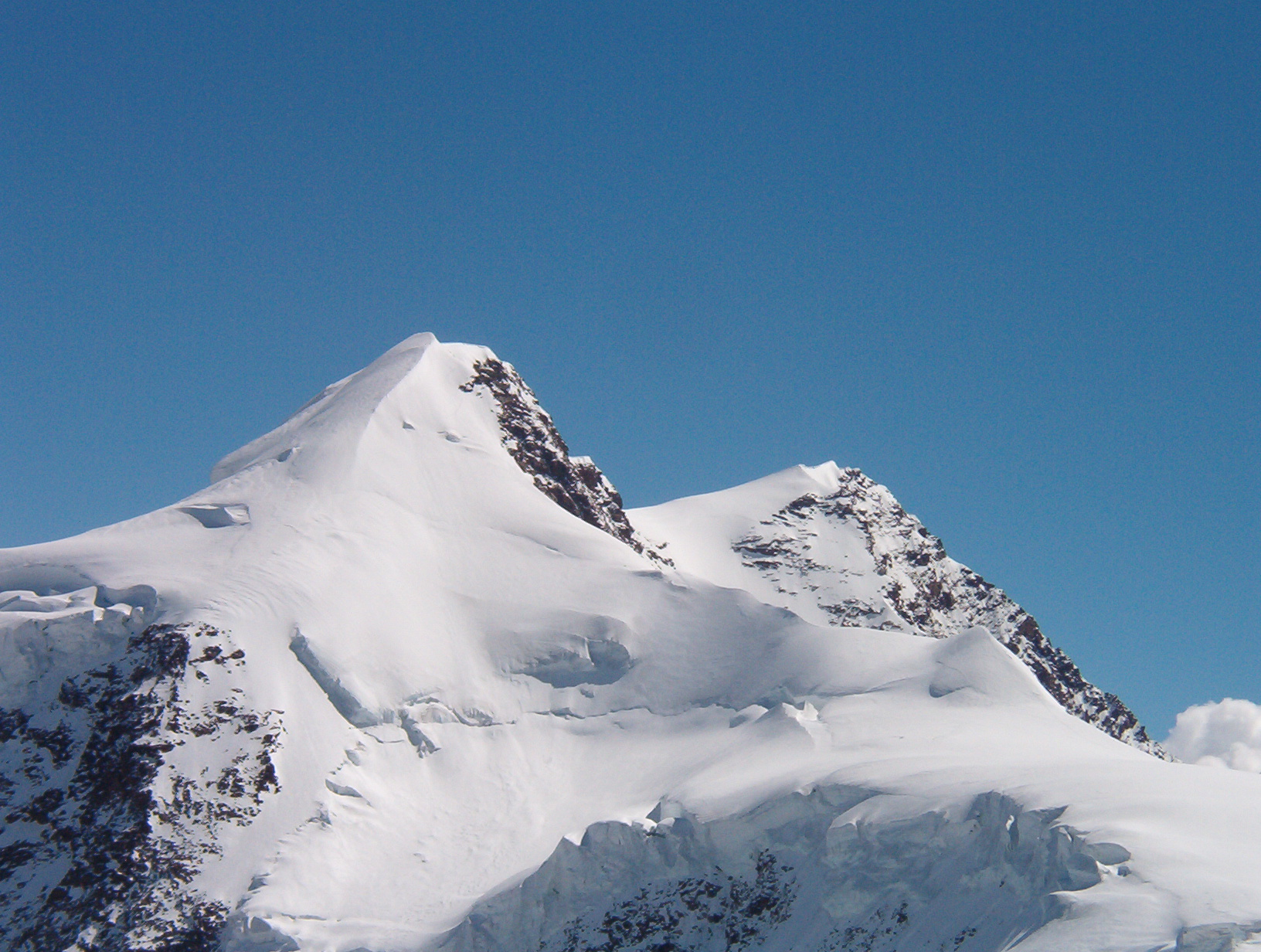
Lyskamm Occidentale
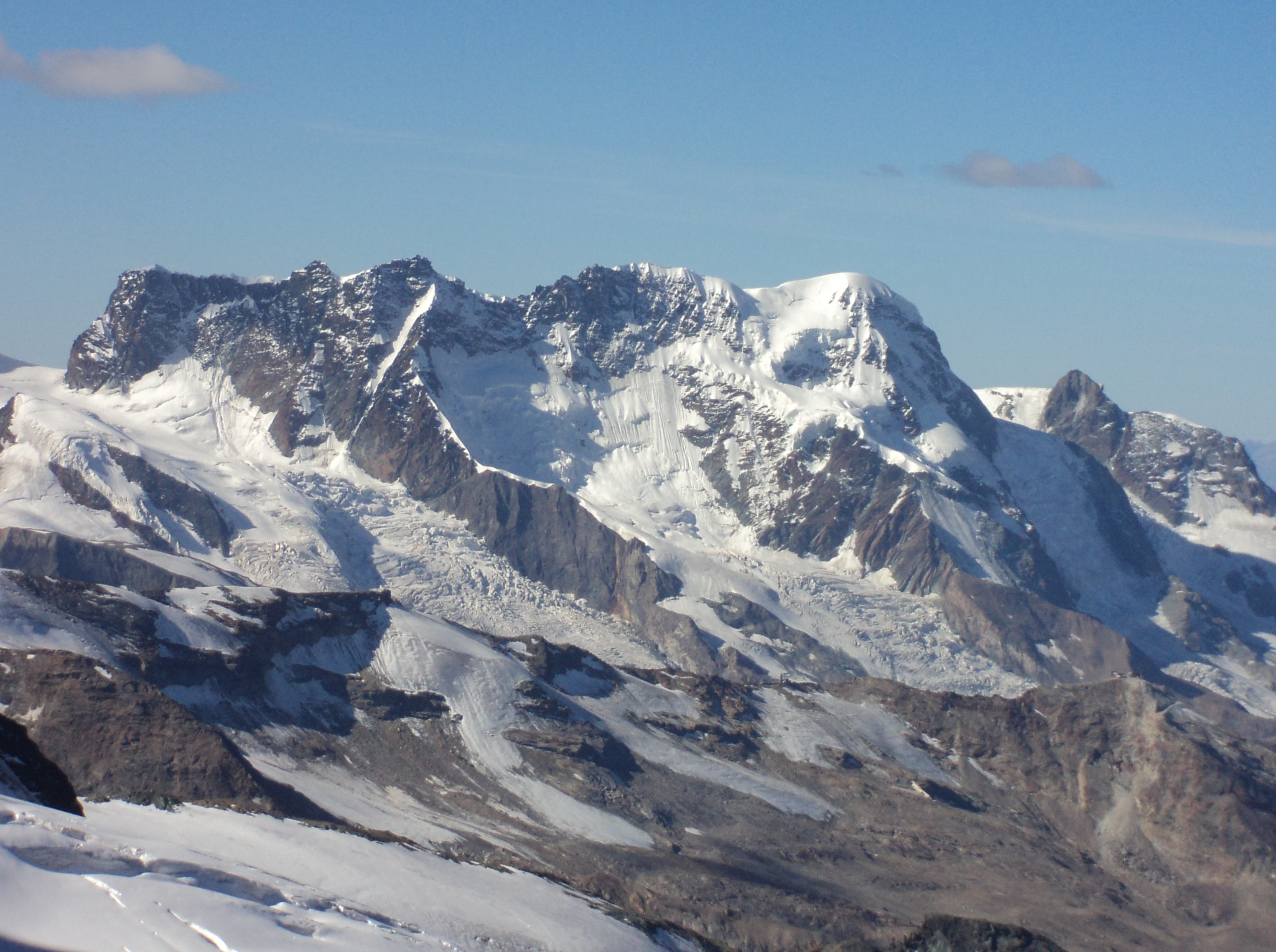
Breithorn
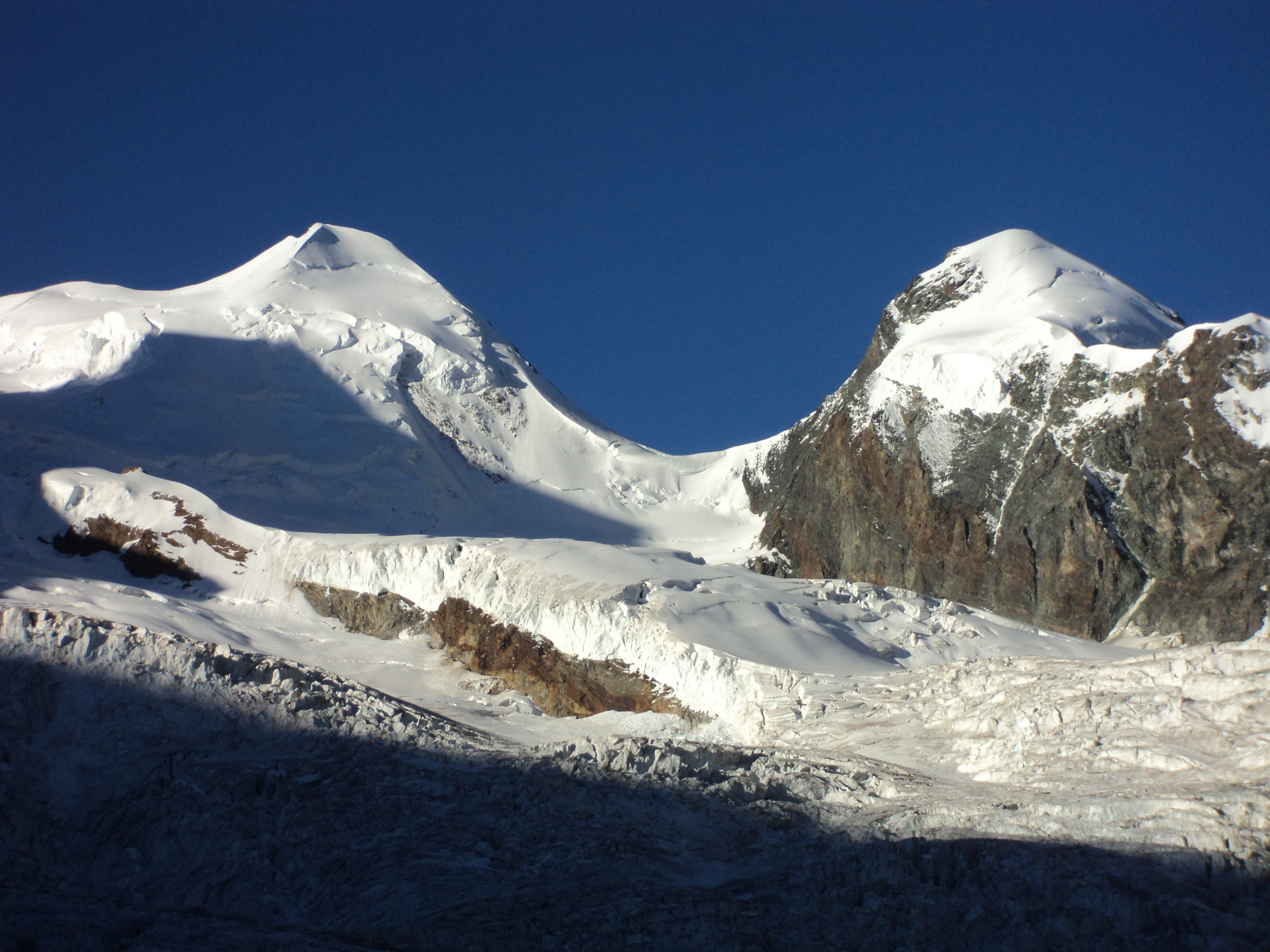
Castore e Polluce
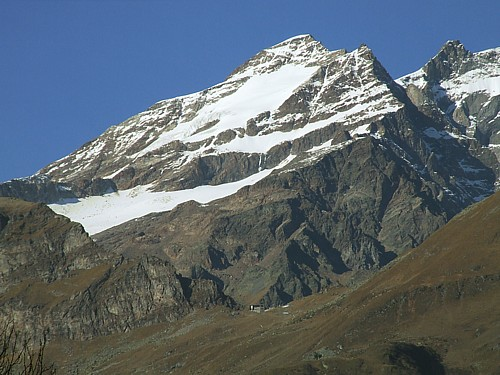
Piramide Vincent
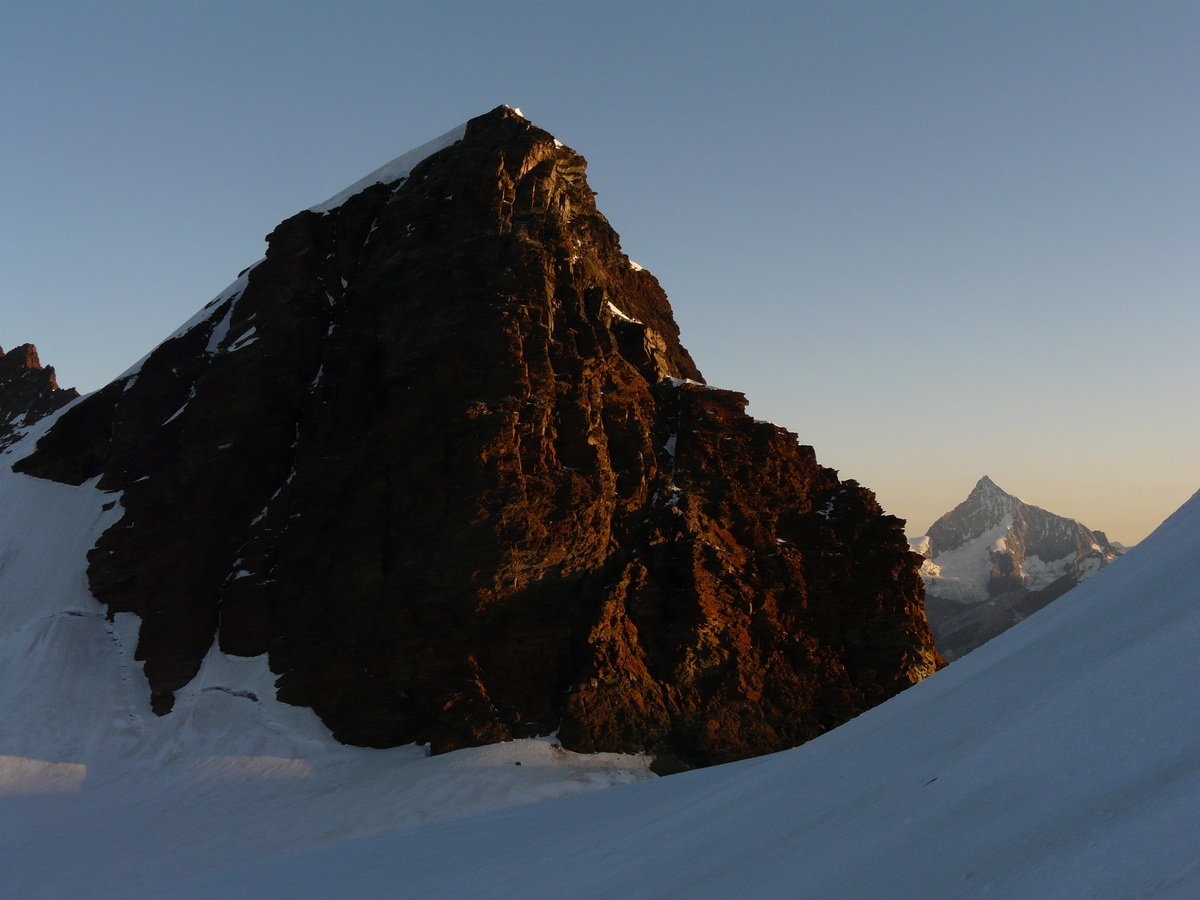
Roccia Nera
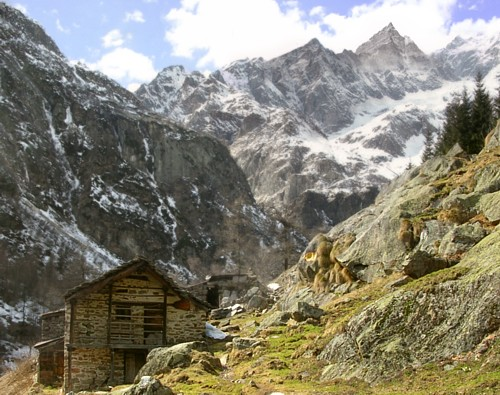
Punta Giordani